# ميانمار
مِيَنْمَار ورسميا جُمْهُورِيَّةُ اتِّحَادِ مِيَنْمَار (بالبورمية: ပြည်ထောင်စု သမ္မတ မြန်မာနိုင်ငံတော်) وتعرف أيضاً باسم بورما أو برمانيا كما تعرف في بعض الأحيان باسم باماريا (أرض البامار)، هي دولة تقع في غرب شبه جزيرة الهند الصينية في جنوب شرق آسيا. تحدها من الشمال الشرقي الصين ومن الشمال الغربي الهند وبنغلاديش ومن الغرب خليج البنغال ومن الجنوب الشرقي تايلاند ولاوس وبحر أندامان وخليج البنغال من الجنوب والجنوب الغربي، وهي أكبر دولة من حيث المساحة في بر جنوب شرق آسيا ويبلغ عدد سكانها حوالي 55 مليون، عاصمة البلاد هي نايبيداو، وأكبر مدنها هي يانغون (رانغون سابقًا).
شملت الحضارات المبكرة في المنطقة دول مدينة بيو الناطقة باللغة التبتية البورمية في ميانمار العليا وممالك مون في ميانمار السفلى. في القرن التاسع، دخل شعب بامار وادي إيراوادي العلوي، وبعد إنشاء مملكة باغان في خمسينيات القرن الحادي عشر، أصبحت اللغة والثقافة البورمية والبوذية الثيرافادية مهيمنة ببطء في البلاد. سقطت مملكة باغان بسبب الغزوات المغولية، وظهرت العديد من الدول المتحاربة. في القرن السادس عشر، أعاد توحيدها سلالة تاونغو، وأصبحت البلاد أكبر إمبراطورية في تاريخ جنوب شرق آسيا لفترة قصيرة. حكمت سلالة كونباونغ في أوائل القرن التاسع عشر منطقة شملت ميانمار الحديثة وسيطرت لفترة وجيزة على آسام وتلال لوشاي ومانيبور أيضًا. سيطرت شركة الهند الشرقية البريطانية على إدارة ميانمار بعد ثلاث حروب أنجلو-بورمية في القرن التاسع عشر، وأصبحت البلاد مستعمرة بريطانية. بعد احتلال ياباني قصير، استعاد الحلفاء ميانمار. في 4 يناير/كانون الثاني 1948، أعلنت ميانمار استقلالها بموجب قانون استقلال بورما لعام 1947.
لقد كان تاريخ ميانمار بعد الاستقلال مليئًا بالاضطرابات والصراعات المستمرة حتى يومنا هذا. أدى الانقلاب في عام 1962 إلى دكتاتورية عسكرية تحت حكم حزب البرنامج الاشتراكي البورمي. في 8 أغسطس 1988، أدت انتفاضة 8888 إلى انتقال اسمي إلى نظام متعدد الأحزاب بعد عامين، لكن المجلس العسكري الذي تلا الانتفاضة في البلاد رفض التنازل عن السلطة، واستمر في حكم البلاد حتى الوقت الحاضر. لا تزال البلاد ممزقة بالصراع العرقي بين مجموعاتها العرقية العديدة ولديها واحدة من أطول الحروب الأهلية المستمرة في العالم. أبلغت الأمم المتحدة والعديد من المنظمات الأخرى عن انتهاكات متسقة ومنهجية لحقوق الإنسان في البلاد.' في عام 2011، تم حل المجلس العسكري رسميًا بعد الانتخابات العامة عام 2010، وتم تنصيب حكومة مدنية اسميًا. أُطلق سراح أون سان سو تشي والسجناء السياسيين وأُجريت الانتخابات العامة في ميانمار عام 2015، مما أدى إلى تحسين العلاقات الخارجية وتخفيف العقوبات الاقتصادية، على الرغم من أن معاملة البلاد للأقليات العرقية، وخاصة فيما يتعلق بصراع الروهينغا، استمرت في كونها مصدرًا للتوتر والقلق الدوليين. بعد الانتخابات العامة في ميانمار عام 2020، والتي فاز فيها حزب أونج سان سو كي الرابطة الوطنية من أجل الديمقراطية بأغلبية واضحة في كلا المجلسين، استولى جيش ميانمار (تاتماداو) على السلطة مرة أخرى في انقلاب. أدى الانقلاب، الذي أدانه المجتمع الدولي على نطاق واسع، إلى احتجاجات واسعة النطاق ومستمرة في ميانمار وتميز بالقمع السياسي العنيف من قبل الجيش، فضلاً عن اندلاع الحرب الأهلية على نطاق أوسع. كما اعتقل الجيش أونج سان سو كي لإبعادها عن الحياة العامة، واتهمها بجرائم تتراوح من الفساد إلى انتهاك بروتوكولات كوفيد-19؛ جميع التهم الموجهة إليها "ذات دوافع سياسية" وفقًا لمراقبين مستقلين.
في 1 أبريل 1937 انفصلت بورما عن حكومة الهند البريطانية نتيجة اقتراع بشأن بقائها تحت سيطرة مستعمرة الهند البريطانية أو استقلالها لتكون مستعمرة بريطانية منفصلة، حيث كانت إحدى ولايات الهند البريطانية تتألف من اتحاد عدة ولايات هي بورما وكارين وكابا وشان وكاشين وشان. في 1940 كوّنت ميليشيا الرفاق الثلاثون جيش الاستقلال البورمي وهو قوة مسلحة معنية بطرد الاحتلال البريطاني، وقد نال قادته الثلاثون التدريب العسكري في اليابان، وقد عادوا مع الغزو الياباني في 1941 مما جعل ميانمار بؤرة خطوط المواجهة في الحرب العالمية الثانية بين بريطانيا واليابان، في يوليو 1945، بعد انتهاء الحرب العالمية الثانية لصالح الحلفاء أعادت بريطانيا ضمها كمستعمرة، حتى أن الصراع الداخلي بين البورميين أنفسهم كان ينقسم بين موالٍ لبريطانيا وموالٍ لليابان ومعارض لكلا التدخّلين، وقد نالت بورما استقلالها أخيراً سنة 1948م وانفصلت عن حكم الاستعمار البريطاني. ويختلف سكّان بورما من حيث التركيب العرقي واللغوي بسبب تعدد العناصر المكونة للدولة، ويتحدث أغلب سكانها اللغة البورمية ويطلق على هؤلاء (البورمان) وباقي السكان يتحدثون لغات متعددة، ومن بين الجماعات المتعددة جماعات الأراكان، ويعيشون في القسم الجنوبي من مرتفعات، أراكان بورما وجماعات الكاشين وينتشر الإسلام بين هذه الجماعات.

## أصل التسمية
الاسمان «بورما» و«ميانمار» مشتقان من الكلمة البورمية الأقدم «مرانما» وهي اسم إثني يُستخدم للإشارة إلى البرماويين وهي المجموعة الإثنية التي تُشكّل غالبية سكان البلاد وأصول هذا اللفظ غير معروفة بالتحديد. أما من الناحية الشعبية فيسود الاعتقاد القائل بأن هذين الاسمين مشتقان من اللفظ السنسكريتي «براهماديش» (بالسنسكريتية: ब्रह्मादेश) نسبةً إلى الإله الهندوسي براهما. بالاعتماد على ضعف النطق لدى البورمانيين تلفظ كلمة «بورما» كـ«باما» أو «ميانما».

## الموقع والجغرافيا

خريطة ميانمار

تقع ميانمار أو بورما على امتداد خليج البنغال، تحد بورما من الشمال الشرقي الصين، وتحدها الهند وبنغلاديش من الشمال الغربي، ولاوس وتايلاند شرقاً، أما حدودها الجنوبية فسواحل تطل على خليج البنغال والمحيط الهندي ويمتد ذراع من بورما نحو الجنوب الشرقي في شبه جزيرة الملايو، تبلغ المساحة الإجمالية لميانمار 678,500 كيلومتر مربع (262.000 ميل مربع). وتقع بين خطي العرض 9° و 29° شمالاً وخطي الطول 92° و 102° شرقاً، ويحد ميانمار من الشمال الغربي مقاطعة شيتاغونغ في بنغلاديش وولايات ميزورام ومانيبور وناغالاند وأروناجل برديش في الهند. وتقع حدودها الشمالية والشمالية الشرقية مع منطقة التبت ذاتية الحكم ومقاطعة يونان في الصين، ليبلغ إجمالي الحدود الصينية الميانمارية 2,185 كيلومترًا (1,358 ميلًا). ويحدها لاوس وتايلاند من الجنوب الشرقي. ويبلغ طول سواحل ميانمار المتجاورة 1,930 كيلومترًا (1,200 ميل) على طول خليج البنغال وبحر أندامان إلى الجنوب الغربي والجنوب، وهو ما يشكل ربع محيطها الإجمالي.
وتنقسم بورما إلى ثلاث مناطق برية رئيسة وهي:
1. سلاسل الجبال الشرقية.
2. الحزام الجبلي الغربي.
3. الحزام الأوسط.

- سلاسل الجبال الشرقية

تفصل بورما عن تايلاند ولاوس والصين. وتشمل هذة المنطقة ساحل تيناسيرم الطويل الضيق على الحدود الشمالية لبحر أندامان وهضبة شان. وتزخر المنطقة بأحد أجود أنواع الياقوت واليشب في العالم. كما تحتوي على ترسّبات الذهب والرصاص والزنك.
- الحزام الجبلي الغربي

منطقة ذات غابات كثيفة على طول الحدود مع الهند. وتتكون في المنطقة الجنوبية من مجموعة من الجبال المنخفضة تسمى أراكان بورما تمتد إلى خليج البنغال الذي يحده سهل ضيق من الأراضي الغنية
- الحزام الأوسط

يقع بين المنطقتين الشرقية والغربية ويشمل أعلى جبال بورما في الشمال وهي قمة (هكاكابو رازي) أعلى قمة في البلاد بارتفاع 5881 متر فوق سطح البحر. ويتكون النطاق الأوسط من واديي نهر ايروادي وسيتانج. ويجري نهر إيراوادي من الشمال إلى الجنوب عبر وسط البلاد ليصب في خليج البنغال بطول 2000 كلم. وهو أهم خطوط النقل في البلاد. ويقع نهر سيتانج الذي يبلغ طولة 550 كلم غرب نهر إيراوادي. ومن هذين النهرين يحصل المزارعون على المياه لزراعة الأرز.
وتحيط الجبال ببورما من ثلاث جهات الغرب والشمال والشرق حيث تحيط بحوض نهر إيراوادي الذي يصرف مياه المناطق الواقعة بين الجبال ويصب في خليج البنغال على شكل عدة مصاب مكون دلتا تقع عليها العاصمة وأكبر مدن الدولة.
يوجد في ولاية كاشين أعلى قمة في بورما جبل (هكاكابو رازي) بارتفاع 5881 متر (19295 قدم) وهو أحد جبال الهملايا ويقع على الحدود بين ثلاث دول وهي الصين والهند وبورما.
تحد المرتفعات بورما من الغرب حيث جبال أركان وهضبة شين وترتفع أرضها في الشرق نحو تايلاند ولاوس حيث توجد هضبة التوائية.

### الأنهار
يعد نهر ايراوادي أطول نهر في بورما، حيث يبلغ طوله حوالي 2170 كيلو متر (1348 ميل) ويجري في وسط البلاد من الشمال إلى الجنوب في وسط أرض سهلية ويصب في خليج مارتابان وغالب السكان يعيشون في منطقة النهر وقسم من نهر سالوين قرب حدود بورما الشرقية.

### المناخ

خريطة تصنيف كوبن للمناخ في ميانمار

مناخ معظم مناطق بورما مداري وتتعاقب على بورما ثلاثة مواسم:
- الموسم الممطر

يعتبر هذا الموسم هو الذي تهطل فية أغلب أمطار بورما تقريبا من أواخر مايو إلى أكتوبر كل عام وتتفاوت كمية الأمطار من منطقة إلى أخرى.
- الموسم البارد

من أواخر أكتوبر إلى منتصف فبراير تنخفض الحرارة إلى أدنى مستوياتها رغم أن مناخها مداري.
- الموسم الحار

من أواخر فبراير إلى منتصف مايو ترتفع درجة الحرارة إلى 40 في بعض أجزاء بورما.
أحوالها المناخية تتدرج تحت النظام الموسمي، وتقل حدة الحرارة في الشمال أما الجنوب فحار رطب وتسوق الرياح الموسمية الجنوبية الغربية أمطارها فتتساقط في الصيف بكميات وفيرة. ولقد احتلت بريطانيا بورما في نهاية القرن التاسع عشر وحتى استقلالها في 1948 وتعد يانغون (حاليا رانغون) أكبر مدنها كما كانت العاصمة السابقة للبلاد.

## التاريخ
غيَّرت الحكومة البورمية العسكرية رسميًا الترجمات الإنجليزية للكثير من المناطق عام 1989، شاملةً بهذا تغيير اسم الدولة الذي تغيَّر من بورما إلى «ميانمار». وما زالت إعادة التسمية مسألةً مختلف عليها. اعترفت الأمم المتحدة بالاسم «ميانمار» بعد خمسة أيام من إعلانه. الكثير من الدول لا تزال تعترف باسم الدولة كـ«بورما» منها أستراليا، كندا، فرنسا، المملكة المتحدة والولايات المتحدة. كما تعترف العديد من الدول باسم «ميانمار» منها ألمانيا، الهند، اليابان، روسيا، وجمهورية الصين الشعبية، بالإضافة إلى اتحاد دول جنوب شرق آسيا.

### التاريخ المبكر
وجد علماء الآثار أدلة تدل على أن الحضارة التي وجدت في المنطقة التي تشكل بورما (ميانمار حالياً) قديمة نوعاً ما. أقدم الآثار التي وجدت هي عبارة عن رسومات كهفيّة وتجمعات هولوسينية تمثل أسلوب حياة الصيد والقطف المنتشر في ذلك الوقت بكهف في موقع بادلين الأثري بولاية شان.

### فترة دول مدينة بيو

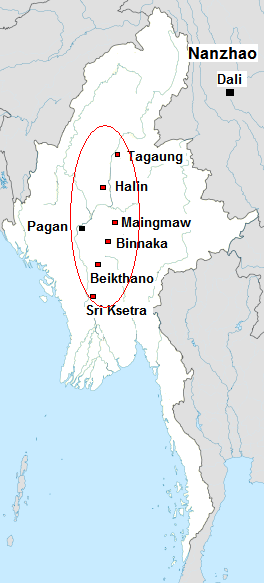
دول مدينة بيو البورمية

يعتقد أن السكان المون الناطقون بالأستروآسيوية هم أقدم الجماعات التي اندمجت في الأجزاء السفلية من وادي إيراوادي، وبحلول منتصف القرن العاشر أصبحوا القوة المسيطرة على جنوب بورما.
وصل التبتو-بورمان المتحدثون بلغة بيو (Pyu) الذين هم أجداد شعب البامار المعاصر لاحقاً في القرن الأول قبل الميلاد إلى بورما (ميانمار الحالية) عقب هجرتهم من موطنهم الأصلي بإقليم التبت، وأسسوا فيها عدة دول مدن وولايات من مثل سري كسيترا في وسط وادي إيراوادي، حيث كانت تتشارك مملكتي المون والبيو بشكل نشط في طريق التجارة بين الهند والصين. دخلت دول مدينة بيو لاحقاً في موجة من التدهور السريع في بداية القرن التاسع الميلادي عندما قامت جيوش مملكة نانجاو (تقع في يون نان حالياً) بغزو وادي إيراوادي عدة مرات.

### فترة باغان (1044-1287)

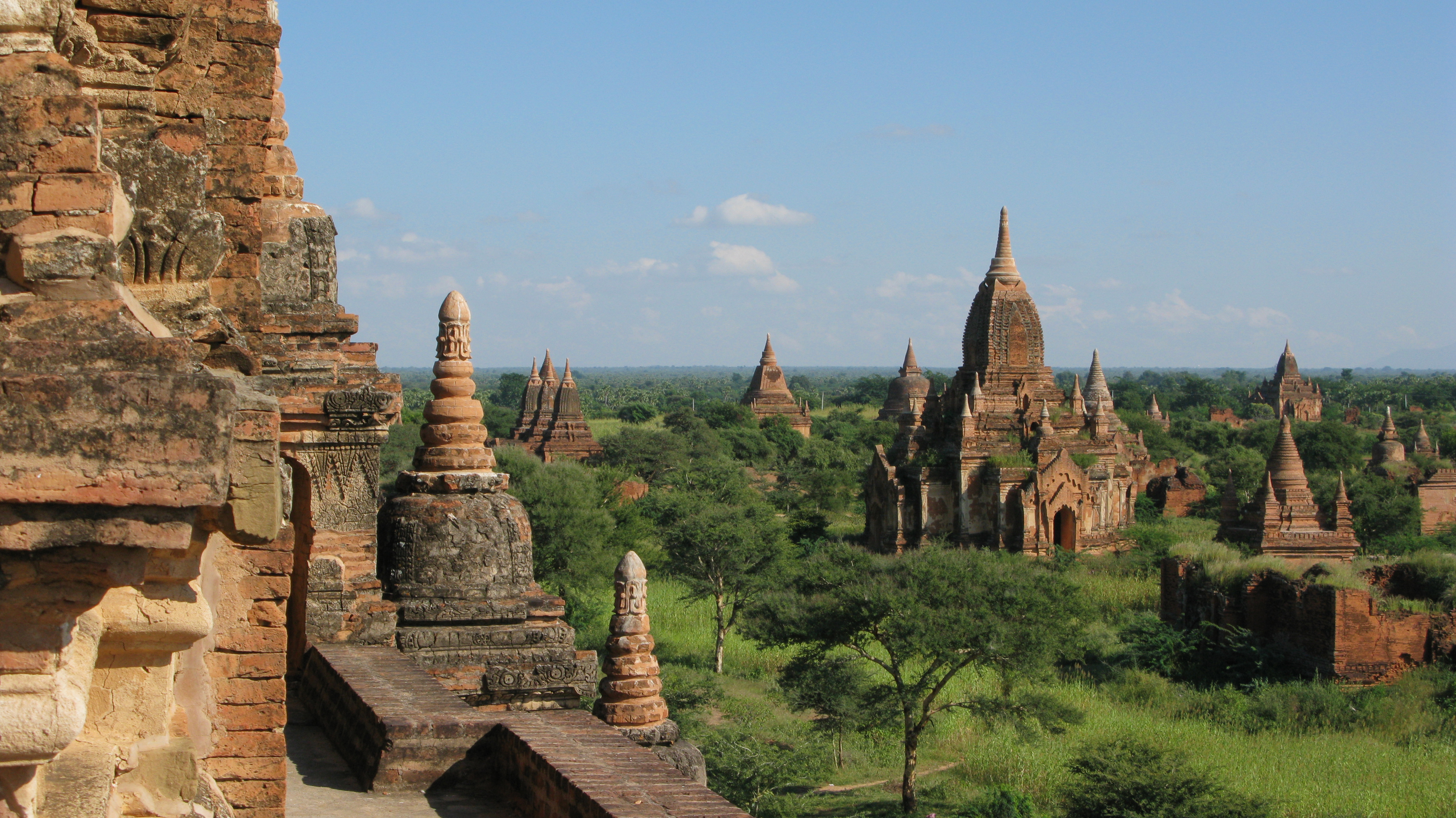
المعابد والكياونغات الموجودة في باغان الحالية، عاصمة مملكة باغان.

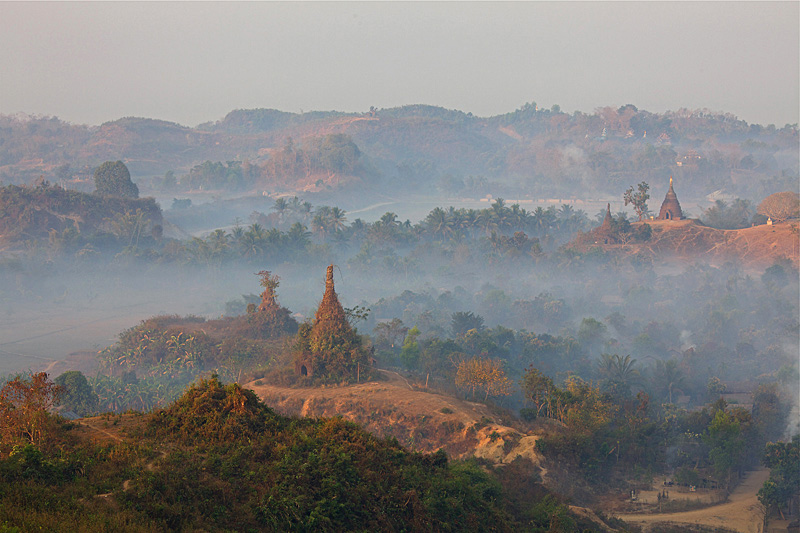
معابد في مراوك يو.

التيبتو-بورمان الذين يتحدثون اللغة البورمية أو كما أصبحو يعرفون بالبرماويون، أخذوا بالزحف نحو وادي إيراوادي والاستقرار فيه منذ عهد مملكة نينجاو وذلك في مرحلة مبكرة من القرن السابع الميلادي عقب هجرتهم من موطنهم الأصلي بهضبة التبت. حيث حلّوا مكان البيو كالقوة المسيطرة هناك وأسسوا مملكة لهم في وسط باغان في 849. لكنهم لم يتوسعوا فيها إلا بحلول عهد الملك أنيراتا (1044–1077) حيث أخذت باغان في عهده بالتوسع والتأثير على باقي أجزاء ميانمار الحالية.
بعد أن أحكمَ أنيراتا سيطرته على عاصمة المون ذاتون في 1057, أخذ البورماويون باعتناق مذهب الثيرافادا البوذي حيث أخذوه عن طريق المون الذين ورثوه من الرهبان القادمين من سريلانكا. وتمت كتابة الصحف البورمية المقدسة استناداً إلى صحف المون المقدسة المتوفّرة آنذاك، وذلك في عهد الملك كيانزيتا (1084-1112). وبازدهار الزراعة في ذلك الوقت، أخذ ملوك باغان ببناء العديد من المعابد والباغودات في أنحاء البلاد، والتي ما زال بعضها قائماً إلى اليوم.
أخذت قوة باغان تتضائل وتقل بحلول القرن الثالث عشر، وذلك عندما أمّت قوات القائد المغولي قوبلاي خان بغزو المناطق الشمالية لبورما في بداية 1277, ونجحت في إسقاط واحتلال مدينة باغان نفسها في 1287. منهية بذلك قرنين من الزمان من سيطرة مملكة باغان على المناطق والأجزاء المحيطة بوادي إيراوادي.

### الممالك الصغيرة (1287-1531)
لم تستمر إقامة المغول في وادي إيراوادي لفترة طويلة، لكن التاي-شان الذين قدموا مع المغول من يون نان استقروا في الوادي هناك وانتشروا فيه، واسسولهم عدة ولايات فيما بعد مثل لاوس، سيام وآسام مصبحين بذلك أحد اللاعبين الكبار في منطقة جنوب شرق آسيا آنذاك.
حيث تفككت وقسمت مملكة باغان إلى عدة ممالك ومناطق صغيرة من مثل:
- مملكة آفا (1364–1555) التي أسسها البورمان، الدولة الخلف لثلاث مماليك أصغر أنشأها الملوك البورمانيون الشان، واستطاعوا من خلالها السيطرة على الأجزاء العلوية من بورما (من غير الولايات الشانية الأخرى).
- مملكة باجو (1287–1540) التي أسسها المون بقيادة الملك المون-شاوي وريرو (1287–1306), والتي كانت تسيطر على الأجزاء السفلية من بورما (من غير ولاية تانينثاريي).
- مملكة راكيني التي أسسها مراك يو في غرب بورما.
- عدة ولايات شانية في شرق مرتفعات شان وشمال مرتفعات كاتشين.

اتسمت هذه الحقبة بفترة صراع حربي مستمر بين مملكتي آفا وباغو، وامتد قليلاً إلى صراع أقل حدة بين آفا وشان. حيث استطاعت مملكة آفا في زمن قصير من إحكام سيطرتها على مملكة راكيني (1379–1430) واستطاعت إلحاق الهزيمة بملكة باجو لعدة مرات، لكنهم لم يستطيعوا إعادة توحيد امبراطوريتهم الضائعة (مملكة باغان). ومع ذلك، دخل المجتمع البورماني والثقافة البورمية عصرها الذهبي في ذلك الوقت. حيث ازدهرت مملكة باغو، وأكملت ملكة باغو شين سا بو بناء باغودا شويداغون (Shwedagon) المطلية بالذهب الخالص، وأوصلتها إلى ارتفاعها الحالي.
و بحلول نهاية القرن الخامس عشر، أسهمت حالة الصراع والحروب الدائمة بإضعاف مملكة آفا بشكل كبير، بحيث أصبحت أطراف المناطق التي تسيطر عليها إما مستقلة أو محكومة ذاتياً. وفي 1486 قام ملك تونجو منكين انيو (1486–1531) بالانفصال عن مملكة آفا واسس مملكة منفصلة صغيرة عنها. وفي 1527 تمكّن القائد موهنيين (Mohnyin) أخيراً من الاستيلاء على مملكة آفا وإحكام سيطرته عليها، منهياً بذلك حالة التوازن الحساسة للقوى التي كانت تسيطر على المنطقة لقرنين من الزمان تقريباً. حيث ظل الشان يحكمون الأجزاء العليا من بورما حتى عام 1555.

### فترة تاونغو (1531-1752)

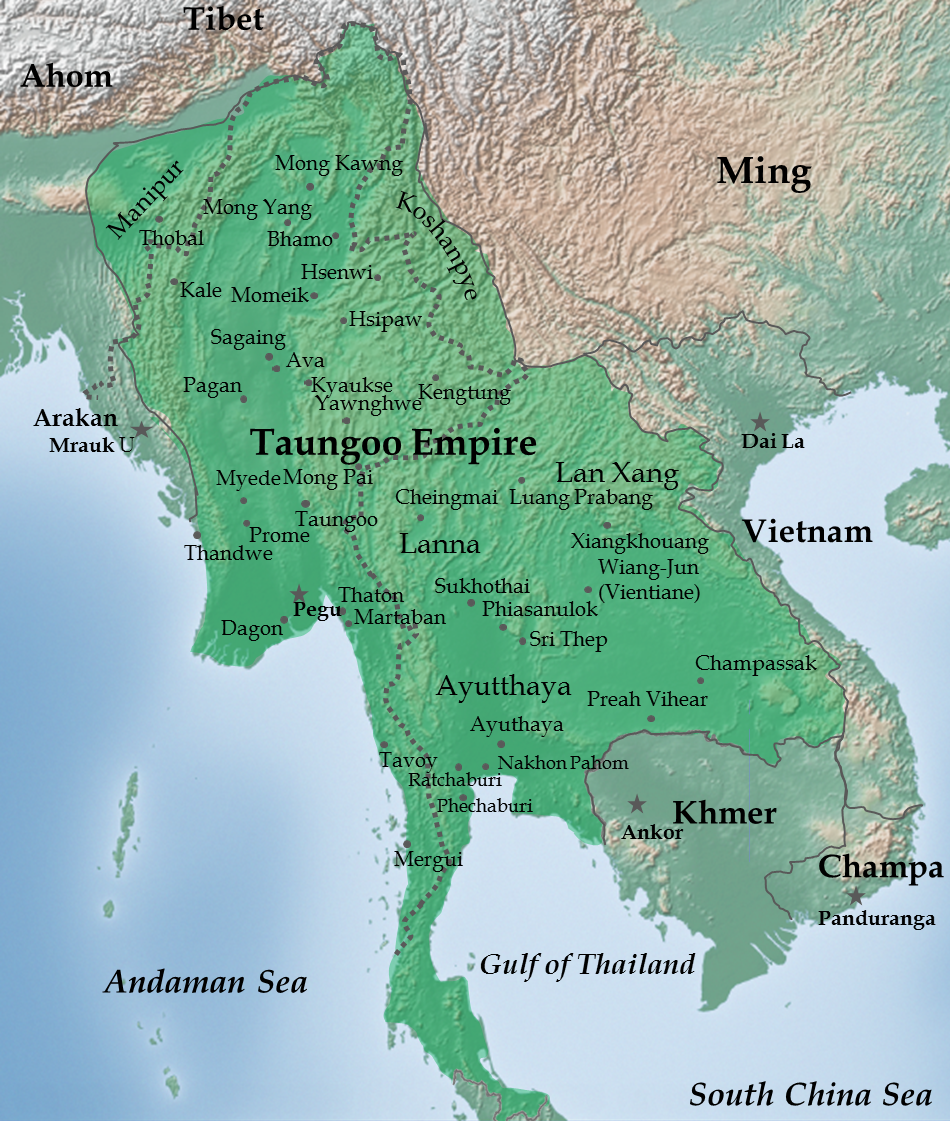
إمبراطورية تاونغو تحت حكم باينناونغ عام 1580.

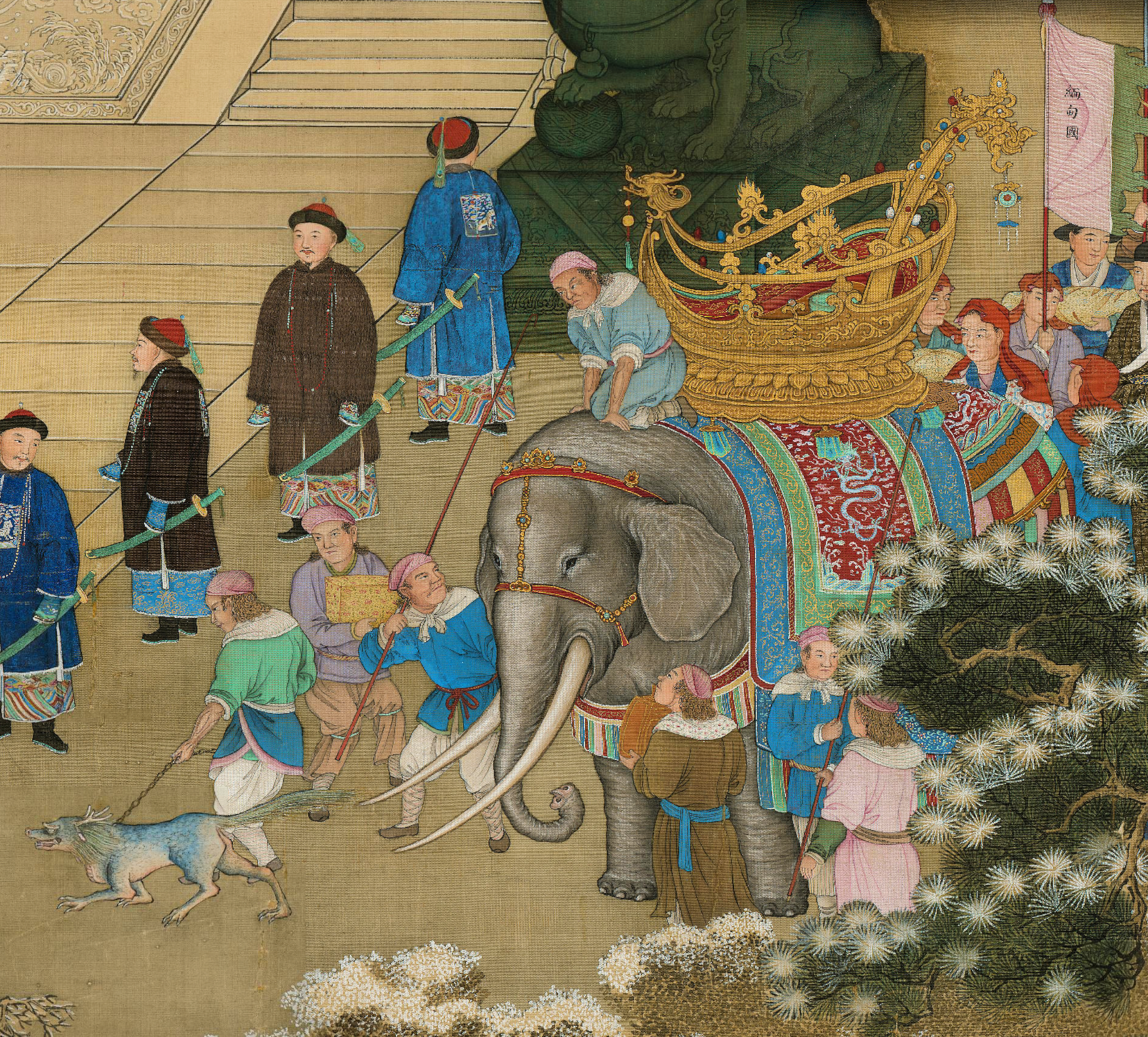
مندوبو ميانمار في بكين عام 1761، في عهد الإمبراطور تشيان لونغ.

مدعومين بالبورماويين الذين فروا بعد سقوط مملكة آفا، تمكنت مملكة تونجو بقيادة ملكها تابينشويتي (1531–1551) من هزيمة مملكة المون التي كانت تتمركز في باجو، موحدة بذلك جميع الأجزاء السفلية من بورما تحت سيطرتها في 1540. واستمر خليفة تابينشويتي من بعده في الحكم الملك باينينغ (1551–1581) في غزو واحتلال المزيد من المناطق فاحتل مانيبور (1556)، ولايات شان (1557)، تشينج ماي (1557)، مملكة أثوياها (1564 إلى 1569) بالإضافة إلى لين زانغ (1574)، محكماً بذلك سيطرته على معظم غرب جنوب شرق آسيا. واستعد لغزو مملكة راكيني بقوة بحرية تسيطر على جميع أراضي الساحل الموالي لغرب راكيني إلى ميناء شيتاغونغ في إقليم البنغال.
أخذت إمبراطورية باينينغ العملاقة بالتداعي والتفكك مباشرة بعد موته في 1581، حيث انفصل التايلانديون الذين كانوا يقطنون مملكة أيوثايا عن بورما خلال عام 1593 ليستقروا في تانينثاري. وفي 1599 قامت قوات مملكة راكيني مؤيدة بالمرتزقة البرتغاليين بإسقاط عاصمة المملكة باجو. وقام فيما بعد قائد البرتغاليين فيلب دي بريتو بالثورة على أسياده الراكينيين أنفسهم، مؤسساً بذلك حكماً برتغالياً في ثانلين، اليت كانت تعد أهم ميناء بحري في بورما.
اتحد البورماويين تحت قيادة الملك الونغبويا (1605–1628) وهزموا البرتغاليين في 1611. وقام الونغبويا بعدها بإعادة بناء مملكة صغيرة اتخذت من آفا مركزاً لها وغطت على الأجزاء العلوية من بورما، الأجزاء السفلية من بورما والولايات الشانية (من دون مملكة راكيني ومملكة أثوياها). وبعد فترة حكم الملك تولان (1629–1648)، الذي ساهم في إعادة بناء البلاد بعد الحرب، دخلت البلاد في مرحلة انخفاض بطيء وثابت للأوضاع لمئة سنة قادمة. حيث نجح المون في إقامة ثورة ناجحة في 1740 بمساعدة من الفرنسيين وتشجيع من التايلانديين. مقتحمين بذلك الأجزاء السفلية من بورما في 1747, ونجحوا أخيراً في وضع حد لحكم التونجو في 1752 عندما قاموا باحتلال آفا عاصمة المملكة.

### فترة كونباونغ (1752-1885)

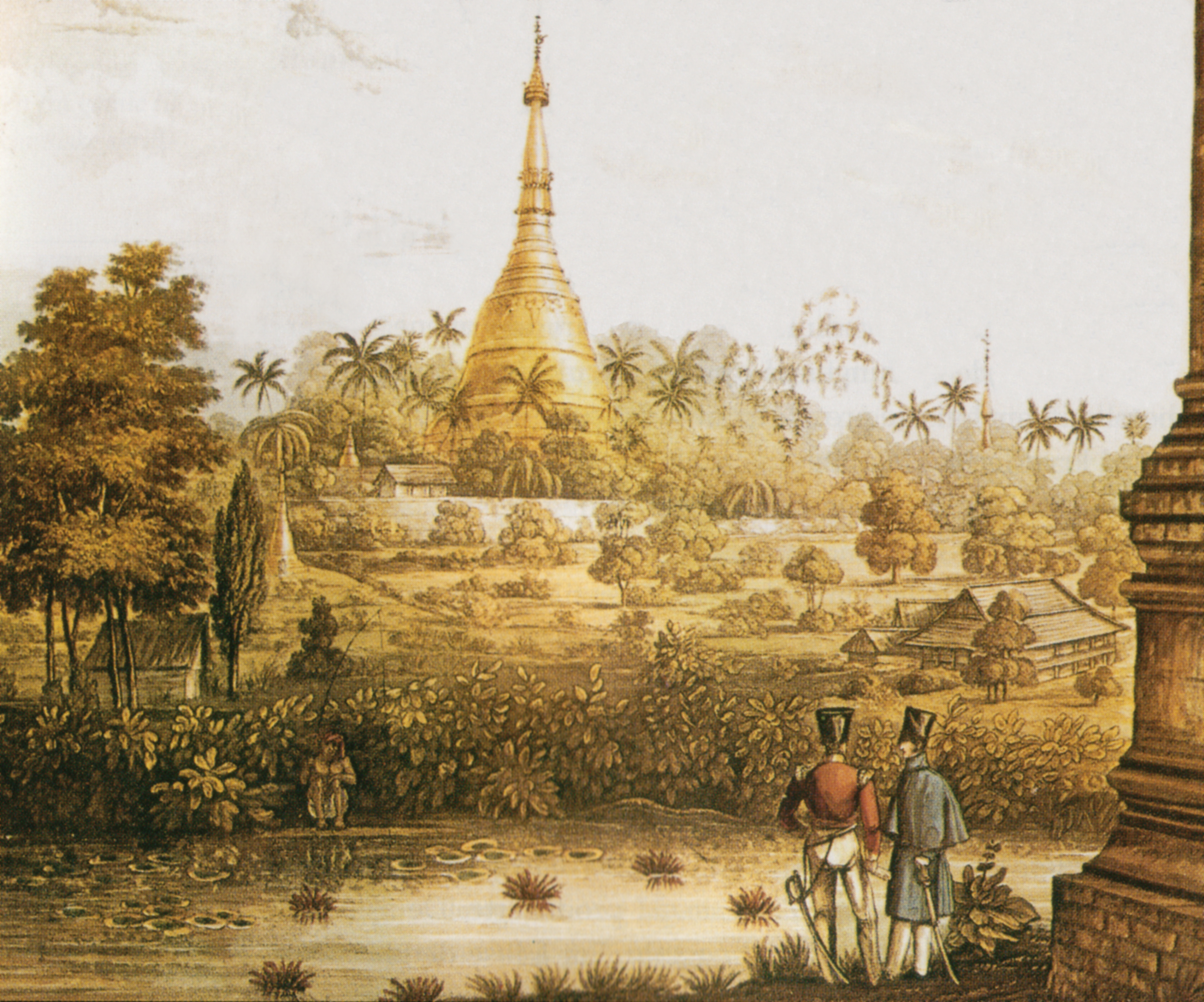
رسم بريطاني يعود إلى 1825 يصور باغودا شويداغون خلال الاستعمار البريطاني المبكر لبورما خلال الحرب الأنجلو-بورمية الأولى

وضع الملك الونغبويا حجر الأساس لبداية حكم سلالة كونبانغ عندما قام بتأسيسها في 1752 بولاية شويبو. كما قام بتأسيس مدينة رانغون في 1755. وبموته في 1760، تمكّن الونغبويا من توحيد البلاد مرة أخرى. في 1767, تمكّن الملك شين بوشين (1763–1777) من الإطاحة بمملكة أثوياها. وقامت سلالة تشينغ التي كانت تحكم الصين بغزو بورما أربع مرات في الفترة الزمنية من 1765 إلى 1769 لكن من دون نجاح يُذكر. لكن الغزو الصيني أعطى فرصة لمملكة سيام السياميين التي كانت تتخذ من بانكوك مركزاً لها بأن تثور البورماويين وتخرجهم من سيام في أواخر 1770.
فشل الملك باداوبيا (1782–1819) في إعادة احتلال سيام مرتين في 1780 و 1790. لكنه نجح في الاستيلاء على الجزء الغربي من مملكة راكيني، والذي كان مستقلاً عن المملكة لمدة طويلة منذ سقوط باجان. كما قام باجيدا بضم ولاية مانيبور رسمياً إلى مملكته بحمايته لحملة تمرد كانت تسود المنطقة في 1813.
تمكّن قائد الجيش التابع للملك باجيدا (1819–1837) الجنرال ماها باندولا من إسقاط ثورة شعبية بولاية مانيبور في 1819 والاستيلاء على مملكة أسام المستقلة في 1819 (أعاد احتلالها مرة أخرى في 1821). لكن هذه الفتوحات الجديدة أسهمت في زيادة حدّة التقارب بين البورماويين والهند البريطانية، حيث تمكّن البريطانيين من هزيمة البورمانيين في الحرب الأنجلو-بورمية الأولى (1824–1826). مما اضطر البورمانيين إلى الانسحاب من أسام، مانيبور، راكيني وتانينثاري.
في 1852، هاجم البريطانيون بورما التي أصابها الضعف بشدة نتيجة الصراع البورماني الداخلي على السلطة. فبعد الحرب الانجلو-بورمية الثانية والتي استمرت لثلاث شهور، تمكّن البريطانيين من الإستيلاء على المحافظات الساحلية الأخرى: منطقة أيياروادي، رانغون وباجو، وأطلقوا عليها اسم بورما السفلية.
قام الملك مايندين (1853–1878) بتأسيس ماندالاي في 1859 واتخذها عاصمة له. واستطاع تجنيب بلاده من الأخطار المترامية للمصالح الاستعمارية المشتركة من قبل فرنسا وبريطانيا. وفي فترة تقدمه، اضطر مايندين إلى التخلّي عن ولايات كاياه في 1875. ولم يقم خليفته من بعده ثيباو (1878–1885) بحركات تذكر في فترة حكمه. وفي 1885، قام البريطانيون وبعد أن تنبهوا إلى قيام الفرنسيين باحتلال لاوس المجاورة لبورما إلى احتلال الأجزاء العليا من بورما. حيث أسفرت الحرب الأنجلو-بورمية الثالثة إلى انتصار البريطانيين وسقوط العاصمة ماندالاي، ونفيت العائلة الحاكمة البورمية إلى ولاية راتنجيري بالهند. أخذت بعدها القوات البريطانية أربع سنوات في تهدئة الأوضاع الداخلية، ليس فقط في بورما لكن أيضاً في شان بالصين والمناطق المجاورة لمرتفعات كاشين، وتذكر بعض المصادر أن هذه المناطق كانت طفيفة التمرد ولم تنته حتى 1896 م.

### مستعمرة بورما البريطانية (1886-1948)

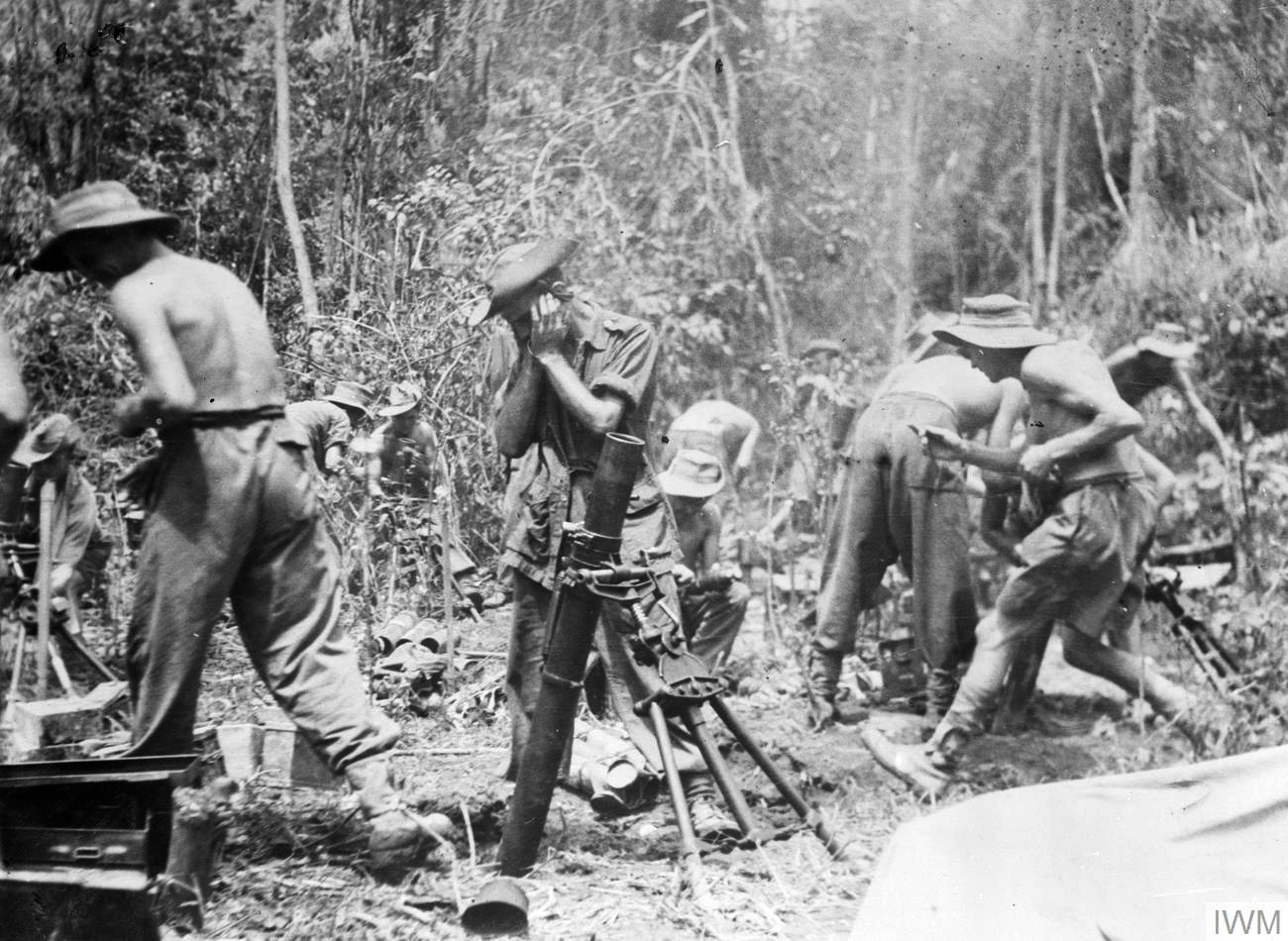
القوات البريطانية تطلق قذيفة هاون على طريق ماوتشي، يوليو 1944

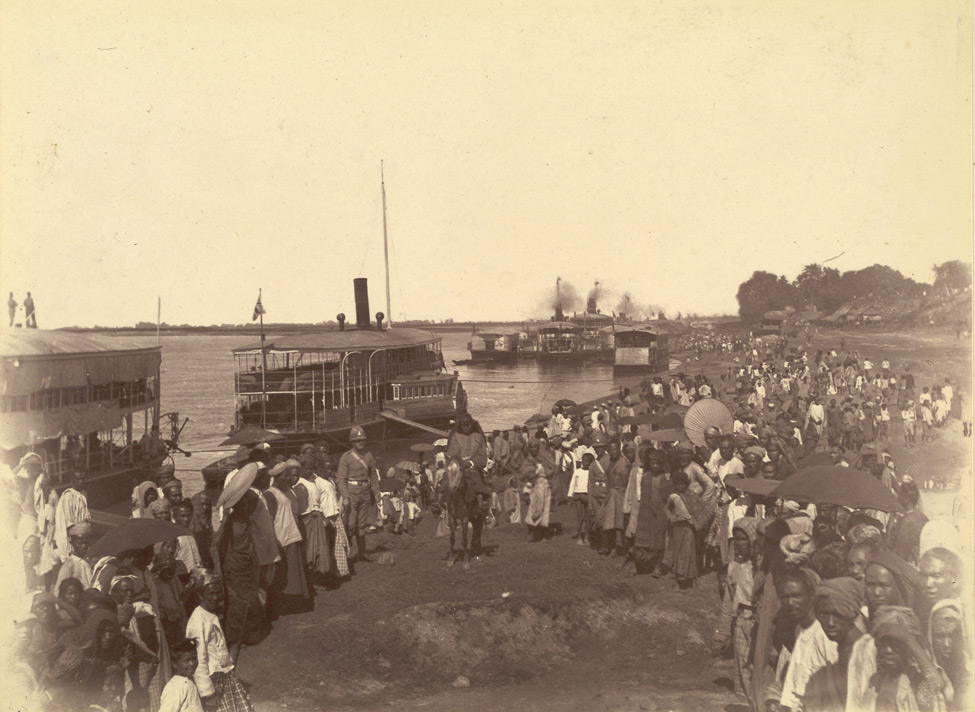
إنزال القوات البريطانية في ماندالاي بعد آخر الحروب الأنجلو بورمية، مما أدى إلى تنازل آخر ملوك بورما، الملك ثيباو مين

واجه المسلمون الاستعمار الإنجليزي بعنف مما جعل بريطانيا تخشاهم، فبدأت حملتها للتخلص من نفوذ المسلمين بإدخال الفرقة بين الديانات المختلفة في هذا البلد لتشتيت وحدتهم وإيقاع العداوة بينهم، كعادتهم في سياستها المعروفة (فرّق تَسُد) فأشعلت الحروب بين المسلمين والبوذيين، وتمثّلت تلك المؤامرات في عدة مظاهر أساءت بها بريطانيا إلى المسلمين أيما إساءة ومنها:
1. طرد المسلمين من وظائفهم وإحلال البوذيين مكانهم.
2. مصادرة أملاكهم وتوزيعها على البوذيين.
3. الزج بالمسلمين وخاصة قادتهم في السجون أو نفيهم خارج أوطانهم.
4. تحريض البوذيين ضد المسلمين ومد البوذيين بالسلاح حتى أوقعوا بالمسلمين مذبحتهم عام 1942 حيث فتكوا بحوالي مائة ألف مسلم في أراكان.
5. إغلاق المعاهد والمدارس والمحاكم الشرعية ونسفها بالمتفجرات.

### الحرب الأهلية
كانت الحروب الأهلية سِمة ثابتة من المشهد الاجتماعي والسياسي في ميانمار منذ حصولها على الاستقلال في عام 1948، هذه الحروب هي في الغالب مناضلات من أجل الحكم الذاتي العرقي ودون الوطني، مع المناطق المحيطة بعرقية بامار حيث تقع مناطق
البمار في وسط البلاد، بوصفه العامل الرئيس للوضع الجغرافي للنزاع. ويحتاج الصحفيون الأجانب والزوار إلى تصريح سفر خاص لزيارة المناطق التي تستمر فيها الحروب الأهلية في ميانمار.
في أكتوبر / تشرين الأول 2012، شملت الصراعات الجارية في ميانمار الصراع في كاشين، بين جيش استقلال كاشين المؤيد للمسيحية والحكومة؛ وحرب الإبادة التي شنّتها المجموعات الحكومية وغير الحكومية على مسلمي الروهينجا في ولاية راخين؛، وصراع بين مجموعات شان، لاهو، وكارين، والحكومة في النصف الشرقي من البلاد. وبالإضافة إلى ذلك، بث تنظيم القاعدة في شريط فيديو صدر في 3 أيلول / سبتمبر 2014، كان موجّه أساسًا إلى الهند، قال فيه زعيم القاعدة أيمن الظواهري، إن القاعدة لم تنسَ مسلمي ميانمار وأن الجماعة تقوم «بما في وسعها لإنقاذكم». ردًا على ذلك، رفع الجيش من مستوى اليقظة، في حين أصدرت جمعية المسلمين البورمية بيانًا تقول فيه إن المسلمين لن يتسامحوا مع أي تهديد لوطنهم الأم.
النزاع المسلح بين المتمردين ذوي الأصول الصينية والقوات المسلحة في ميانمار أدت إلى هجوم كوكانغ في فبراير 2015. كما إن الصراع أجبر 40,000 إلى 50,000 من المدنيين على الفرار من منازلهم والبحث عن ملجأ على الجانب الصيني من الحدود. وخلال الحادث، اتهمت حكومة الصين بتقديم مساعدة عسكرية للمتمردين ذو الأصول الصينية. وقد تعرض المسؤولون البورميون «للتلاعب» تاريخيًا والضغط من قبل الحكومة الصينية الشيوعية على مدار التاريخ الحديث البورمي لخلق علاقات أوثق وملزمة مع الصين،

## السياسة

### الحكم العسكري (1962—2011)
سيطر على حكومة بورما مجلس عسكري يُسمَّى مجلس الدولة للسلام والتنمية، وتولّى رئيس المجلس مسؤوليات رئيس الوزراء ووزير الدفاع. ويعتقد كثير من الخبراء أن القائد العسكري ني ون الذي حكم البلاد بين عامي 1962م و 1988م، بقي يسيطر على أعمال المجلس. وقد تسلّم المجلس السلطة بانقلاب عسكري في سبتمبر 1962م، وكان يعرف حتى عام 1997م باسم مجلس الدولة لاستعادة القانون والنظام. وقد ألغى الانقلابيون السلطة التشريعية وغيرها من المؤسسات الحكومية. وفي عام 1990م أجريت انتخابات متعددة الأحزاب، نال فيها الحزب الرئيسي المعارض وهو حزب الرابطة الوطنية للديمقراطية أغلبية المقاعد، غير أن الحكومة العسكرية أوضحت أنها لن تسمح بانتقال السلطة حتى يتم وضع دستور جديد. وبدأت جميع الفعاليات السياسية اجتماعات متواصلة منذ 1993م لوضع الدستور الجديد.

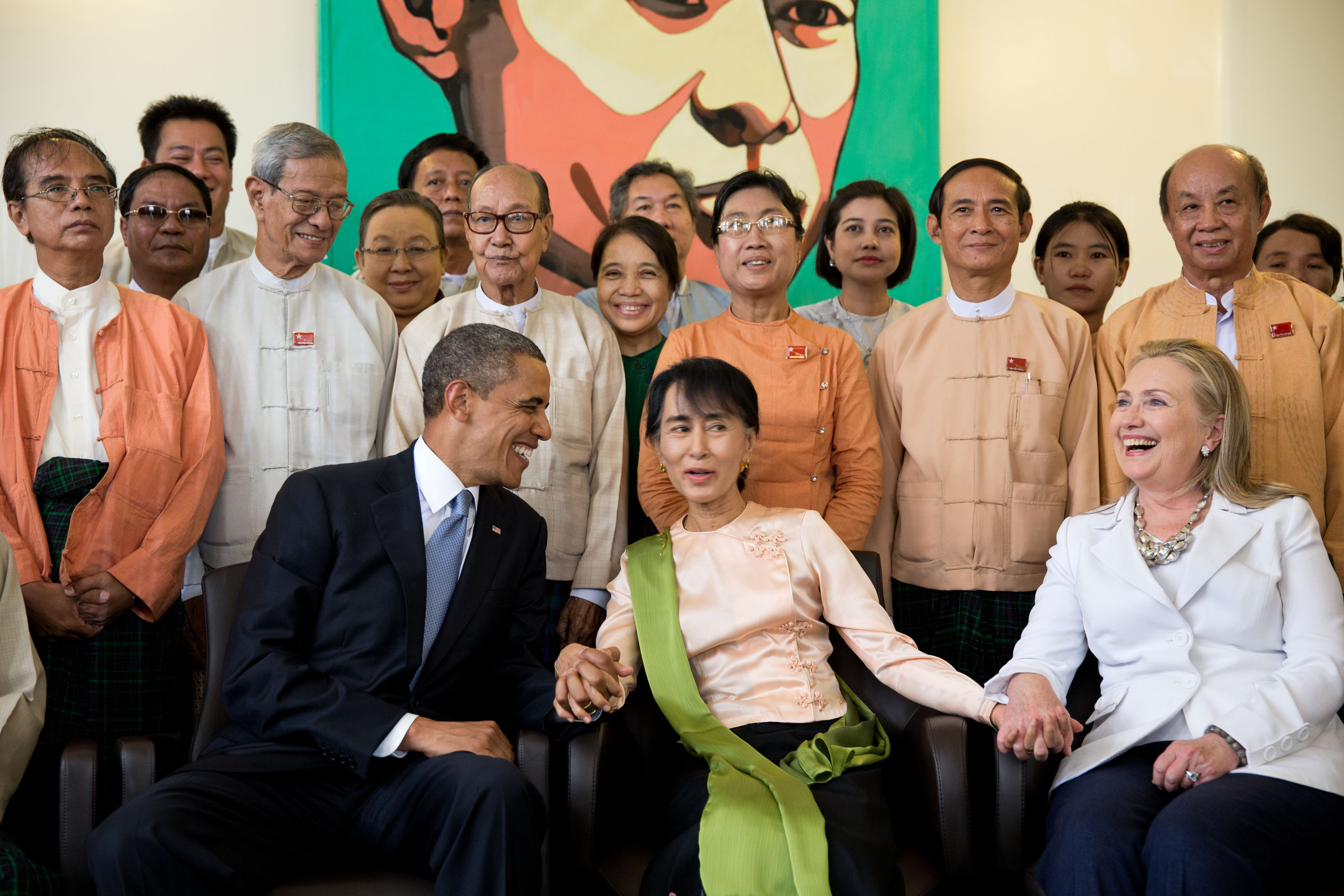
الرئيس الأمريكي باراك أوباما ووزيرة الخارجية هيلاري كلينتون مع أونغ سان سو تشي وموظفيها في منزلها في يانغون، 2012

### الانتخابات والإصلاحات (من 2010 حتى الحاضر)
جرى الاستفتاء على الدستور في 10 مايو 2008 واعداً «بالديمقراطية المزدهرة بالانضباط»، وتغير اسم البلد الرسمي من «اتحاد ميانمار» إلى «جمهورية اتحاد ميانمار»، وأجريت الانتخابات العامة بموجب الدستور الجديد في سنة 2010 فاز فيها حزب التضامن والتنمية الاتحادي المدعوم من جهة العسكريين بأغلبية 80% من الأصوات مع نسبة مشاركة بلغت 77%. وصف المراقبون يوم الانتخابات بأنه كان سلمياً عموماً، ولكن انطلقت اتهامات بحدوث تزوير في عدد من المراكز الانتخابية، ووصفت الدول الغربية والأمم المتحدة الانتخابات بأنها مزورة. وشكّكت جماعات المعارضة بنتائج الانتخابات قائلة أن العسكريين لجؤوا إلى التزوير الواسع لتحقيقها.
بدأت الحكومة بعد الانتخابات بمجموعة من الإصلاحات السياسية نحو الديمقراطية الليبرالية والاقتصاد المختلط والمصالحة الوطنية.

### الحكومة المحلية
تنقسم بورما إلى 14 وحدة إدارية كبيرة تشمل سبعة أقسام وسبع ولايات، يشكل البورميون ـ أكبر المجموعات العرقية في بورما ـ غالبية سكان الأقسام، بينما تقطن المجموعات العرقية الأخرى بالولايات بصفة رئيسية. كذلك تنقسم الأقسام والولايات نفسها إلى عدة وحدات صغيرة، حيث يدير كل وحدة من وحدات الحكومة المحلية مجلس يتألف من عسكريين ومدنيين وضباط شرطة محليين.

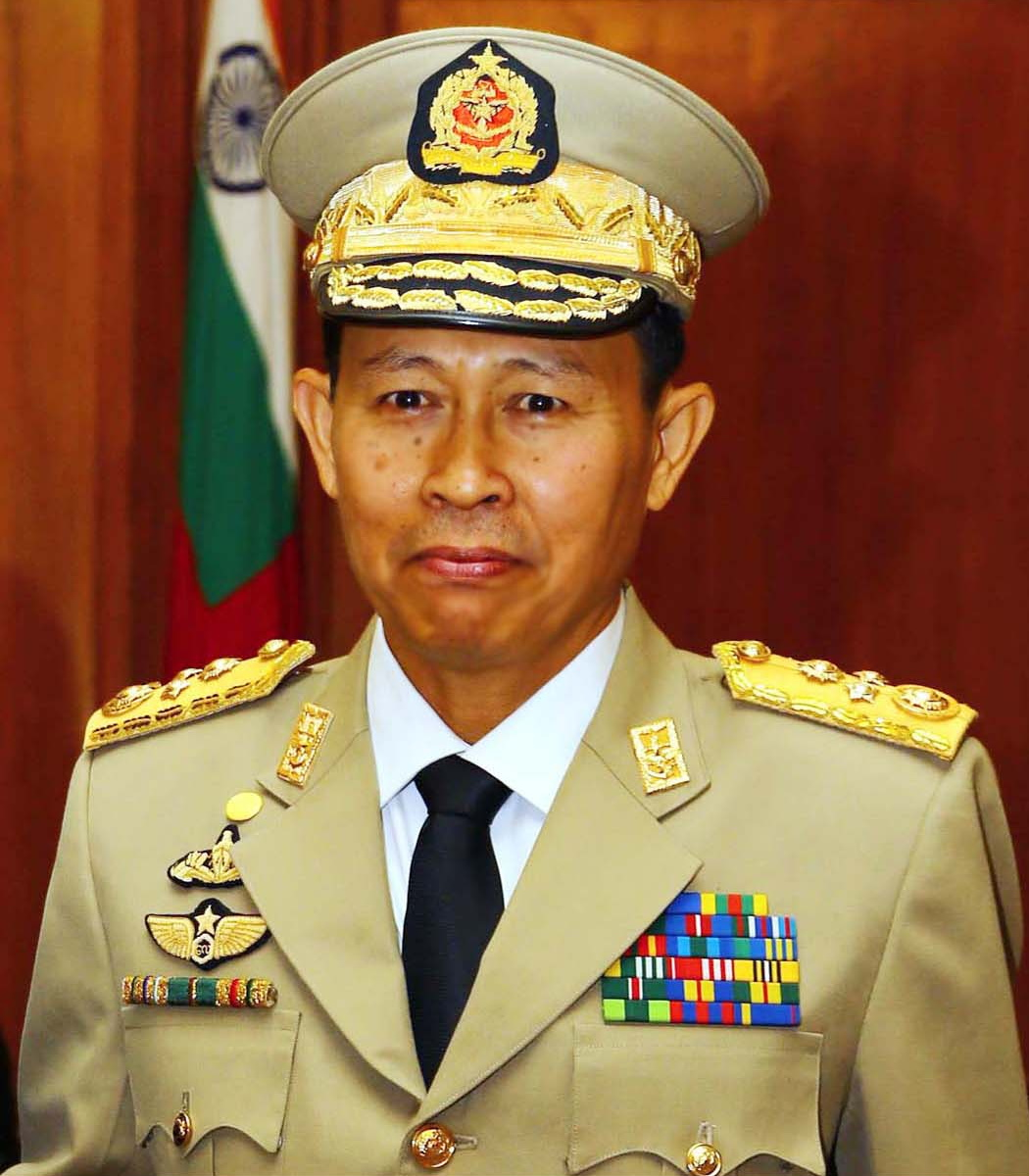
رئيس الحكومة.

### القوات المسلحة
يبلغ عدد الأفراد العاملين بالجيش البورمي والبحرية وسلاح الطيران 400,000 فرد، يخدم نحو 90% منهم في الجيش، وجميعهم متطوعون. وتبلغ القوة العاملة في الشرطة الوطنية البورمية نحو 50,000 فرد.
وقد قام الجيش البورمي باعتقال قادة البلاد مساء الأحد 31 يناير كانون الثاني 2021 وأعلنوا خلال قناة تليفزيونية مملوكة للجيش حالة الطوارئ في البلاد لمدة عام.
أبدت الولايات المتحدة الأمريكية انزعاجها مما قام به الجيش اليومي كما ندد الاتحاد الأوروبي بما حدث.

## التقسيمات الإدارية (الأقاليم والولايات)

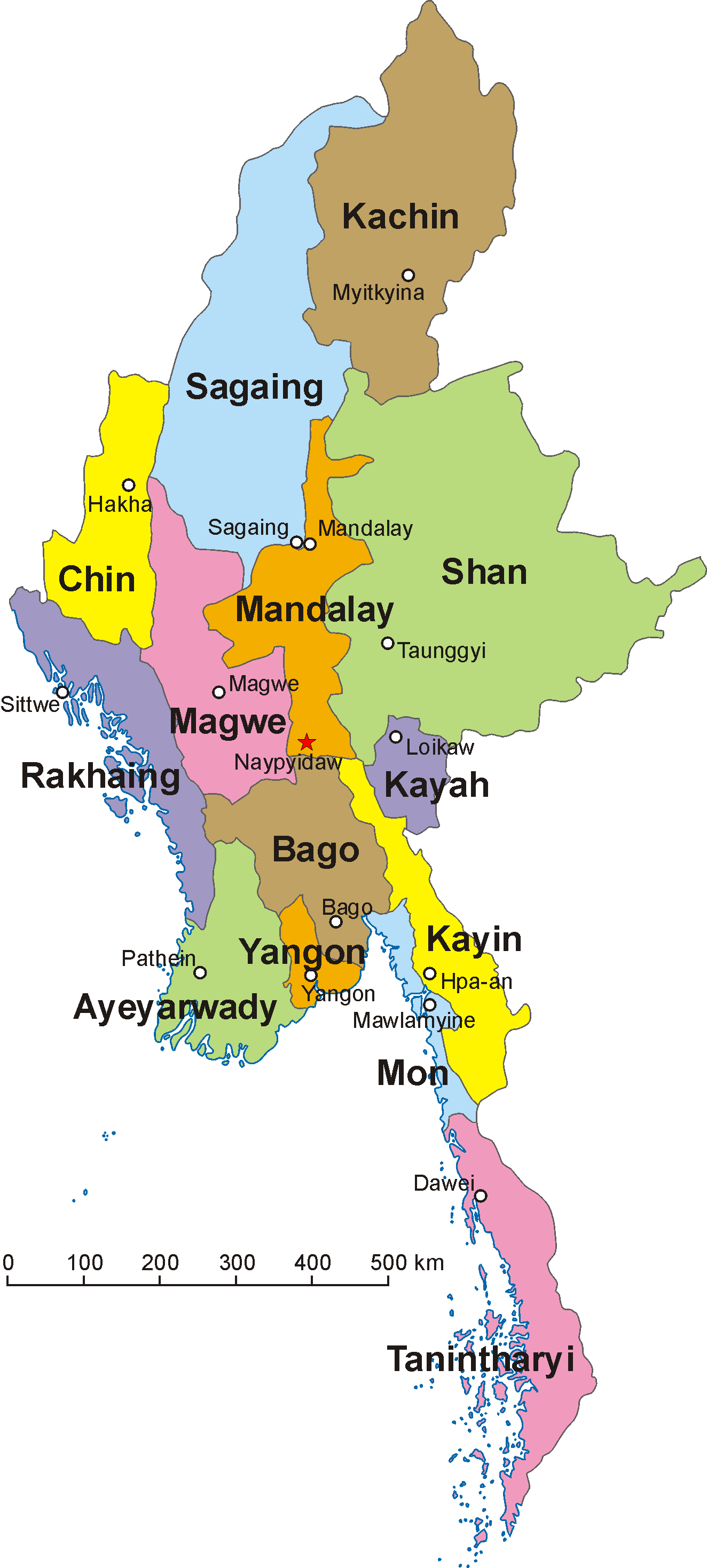
أقاليم بورما

محافظات ميانمار الأربعة عشر

تنقسم بورما إلى سبع ولايات وسبع مناطق بإجمالي 14 منطقة وولاية إدارية
| رقم. | الولاية/المنطقة | المقاطعات | الدوائر الانتخابية | المدن | الأحياء | التجمعات القروية | القرى |
| ---- | --------------- | --------- | ------------------ | ----- | ------- | ---------------- | ----- |
| 1    | ولاية كاشين     | 3         | 18                 | 20    | 116     | 606              | 2630  |
| 2    | ولاية كايا      | 2         | 7                  | 7     | 29      | 79               | 624   |
| 3    | ولاية كاين      | 3         | 7                  | 10    | 46      | 376              | 2092  |
| 4    | ولاية تشين      | 2         | 9                  | 9     | 29      | 475              | 1355  |
| 5    | إقليم ساجينج    | 8         | 37                 | 37    | 171     | 1769             | 6095  |
| 6    | إقليم تانينساري | 3         | 10                 | 10    | 63      | 265              | 1255  |
| 7    | إقليم باغو      | 4         | 28                 | 33    | 246     | 1424             | 6498  |
| 8    | إقليم ماغاوي    | 5         | 25                 | 26    | 160     | 1543             | 4774  |
| 9    | إقليم ماندالاي  | 7         | 31                 | 29    | 259     | 1611             | 5472  |
| 10   | ولاية مون       | 2         | 10                 | 11    | 69      | 381              | 1199  |
| 11   | ولاية راخين     | 4         | 17                 | 17    | 120     | 1041             | 3871  |
| 12   | إقليم يانغون    | 4         | 45                 | 20    | 685     | 634              | 2119  |
| 13   | ولاية شان       | 11        | 54                 | 54    | 336     | 1626             | 15513 |
| 14   | إقليم آيياروادي | 6         | 26                 | 29    | 219     | 1912             | 11651 |
|      | المجموع         | 63        | 324                | 312   | 2548    | 13742            | 65148 |

## السكان

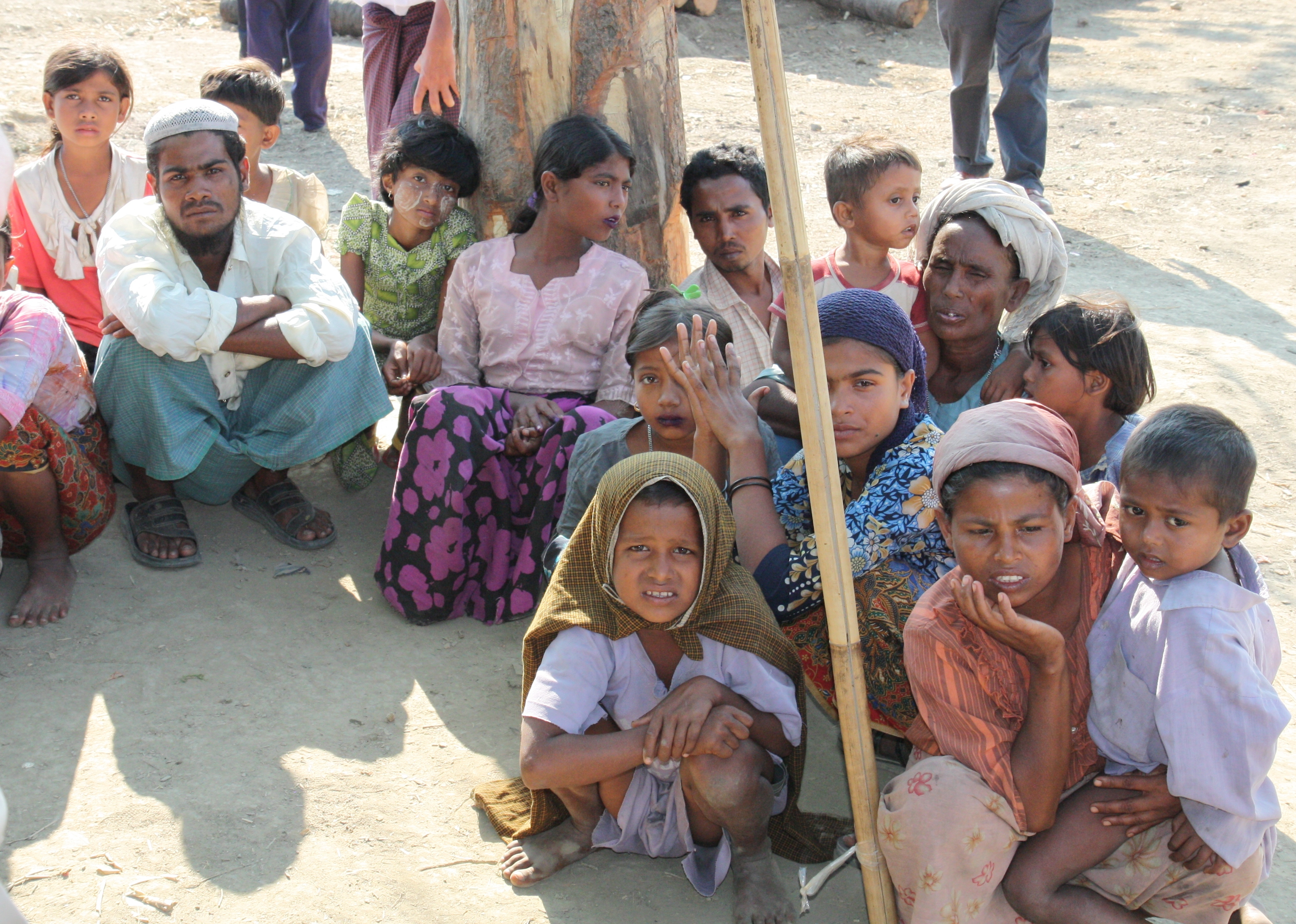
روهينجا مشردين في ميانمار.

### السكان وأصولهم

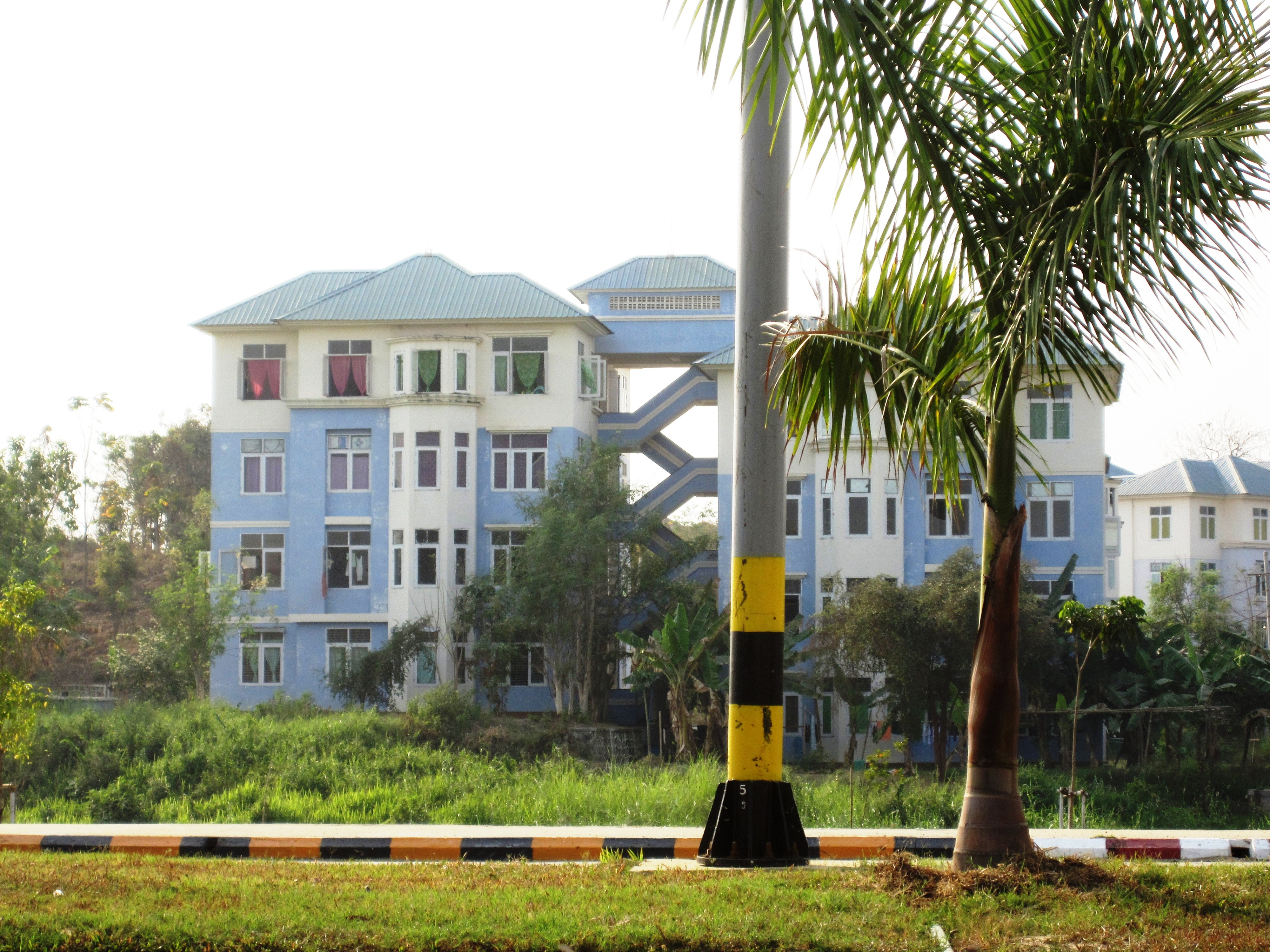
شقة في نابيدو.

خريطة توضح المجموعات اللغوية في ميانمار

يسمى سكان بورما بالبورميين (الميانماريين لاحقاً) وأغلبهم من البوذيين ويقطنون في قرى حول الدلتا وحول وادي نهر أراوادوي، والأغلبية من أصول من وسط آسيا وفدوا إلى المنطقة وهي أكبر مجموعة عرقية في البلاد تشمل نحو ثلثي السكان. أما المجموعات الأخرى فهي تشمل الكارين وشان والأراكان وتشين وكاشين ومون وناجا ووا، حيث يسكن حوالي 75% منهم في المناطق الريفية والبقية في المدن.
في بورما «ميانمار» عدد السكان يزيد عن 55 مليون نسمة، ونسبة المسلمين في هذا البلد البالغ لا تقل عن 15% من مجموع السكان نصفُهم في إقليم آراكان - ذي الأغلبية المسلمة، ويختلف سكان بورما من حيث التركيب العرقي واللغوي بسبب تعدد العناصر المكونة للبلاد، ويتحدث أغلب سكانها اللغة البورمانية ويطلق على هؤلاء «البورمان» وأصلهم من التبت الصينية وهم قبائل شرسة، وعقيدتهم هي البوذية، هاجروا إلى المنطقة «بورما» في القرن السادس عشر الميلادي ثم استولوا على البلاد في أواخر القرن الثامن عشر الميلادي وهم الطائفة الحاكمة، وباقي السكان يتحدثون لغات متعددة، ومن بين الجماعات المتعددة جماعات أراكان، ويعيشون في القسم الجنوبي من مرتفعات أراكان بورما وجماعات الكاشين.

### الدين
يوجد في بورما عدة ديانات ولكن أكثر سكانها يعتنقون البوذية، وأقلية يعتنقون الهندوسية معظمهم يعيش في المراكز الحضرية مثل يانغون وماندالاي ويوجد أقلية يعتنقون الإسلام ويتركزون في العاصمة رانجون، ومدينة ماندالاي ثم في إقليم أراكان شمالاً على حدود الهند. يعتبر 89% من السكان هم بوذيون، و 4% مسلمون ولكن الاحصاءات غير الرسمية تشير إلى نسبة أعلى تصل إلى 20%، 4% مسيحيون، 1% الوثنيين، 1% ديانات أخرى تشمل الإحيائية والديانة الصينية الشعبية.
تصل نسبة المسلمين إلى أكثر من 20% وباقي أصحاب الديانات من البوذيين «الماغ» وطوائف أخرى. ويتكون اتحاد بورما من عرقيات كثيرة Ethnicities جداً تصل إلى أكثر من 140 عرقا، وأهمها من حيث الكثرة «البورمان»، وهناك أيضًا الـ«شان وكشين وكارين وشين وكايا وركهاين - والماغ» وينتشر الإسلام بين هذه الجماعات، والمسلمون يعرفون في بورما بـ «الروهينغا»، وهم الطائفة الثانية بعد «البورمان»، ويصل عددهم إلى قرابة الـ 10 ملايين نسمة يمثلون 20% من سكان بورما البالغ عددهم أكثر من 50 مليون نسمة، أما منطقة «آراكان» فيسكنها 5.5 مليون نسمة حيث توجد كثافة عددية للمسلمين يصل عددها إلى 4 ملايين مسلم يمثلون 70% من سكان الإقليم، وإن كانت الإحصاءات الرسمية لا تنصف المسلمين في هذا العدد، حيث يذكر أن عدد المسلمين -حسب الإحصاءات الرسمية- بين 5 و 8 ملايين نسمة، ويُعدّ المسلمون من أفقر الجاليات في ميانمار وأقلها تعليماً ومعرفتهم عن الإسلام محدودة.

### المدن الكبرى
- العاصمة نايبيداو
- ميينغ يان
- مييتكيينا
- ميكتيلا
- هنزادا
- مولمين
- مرجي
- رانغونا
- بسان
- بوتاو

## الاقتصاد
يعد اقتصاد ميانمار أحد أسرع الاقتصادات نموًا في العالم حيث يبلغ الناتج المحلي الإجمالي الاسمي 76.09 مليار دولار أمريكي في عام 2019، وتقدر القوة الشرائية المعدلة للناتج المحلي الإجمالي بـ 327.629 مليار دولار أمريكي في عام 2017 وفقًا للبنك الدولي. يستطيع الأجانب استئجار العقارات بشكل قانوني ولكن ليس امتلاكها. في ديسمبر 2014، أنشأت ميانمار أول بورصة لها، وهي بورصة يانغون.
تعد حصة الاقتصاد غير الرسمي في ميانمار من أكبر الحصص في العالم وترتبط ارتباطًا وثيقًا بالفساد والتهريب وأنشطة التجارة غير المشروعة. بالإضافة إلى ذلك، ساهمت عقود من الحرب الأهلية والاضطرابات في مستويات الفقر الحالية في ميانمار ونقص التقدم الاقتصادي. وتفتقر ميانمار إلى البنية التحتية الكافية . تنتقل البضائع في المقام الأول عبر الحدود التايلاندية (حيث يتم تصدير معظم المخدرات غير المشروعة) وعلى طول نهر إيراوادي. والجدير بالذكر أن إنتاج الأفيون في ميانمار هو ثاني أكبر مصدر للأفيون في العالم بعد أفغانستان.تنتج حوالي 25% من الأفيون في العالم، وفي ديسمبر 2023 صدر تقرير عن الأمم المتحدة أن ميانمار أصبحت عام 2023 أكبر منتج للأفيون في العالم، متجاوزة في ذلك أفغانستان. وتشكل جزءًا من المثلث الذهبي. في حين انخفضت زراعة خشخاش الأفيون في ميانمار على أساس سنوي منذ عام 2015، زادت المساحة المزروعة بنسبة 33٪ لتصل إلى إجمالي 40100 هكتار إلى جانب زيادة بنسبة 88٪ في الإنتاجية المحتملة إلى 790 طنًا متريًا في عام 2022 وفقًا لأحدث البيانات الصادرة عن مكتب الأمم المتحدة المعني بالمخدرات . والجريمة (مكتب الأمم المتحدة المعني بالمخدرات والجريمة) مسح الأفيون في ميانمار 2022 مع ذلك، حذر مكتب الأمم المتحدة المعني بالمخدرات والجريمة (UNODC) أيضًا من أن إنتاج الأفيون في ميانمار قد يرتفع مرة أخرى إذا كانت الأزمة الاقتصادية الناجمة عن كوفيد-19 و فما زال الانقلاب العسكري الذي شهدته البلاد في الأول من فبراير/شباط مستمراً، وما صاحبه من عواقب وخيمة على الصحة العامة والأمن في معظم أنحاء آسيا. وفي الوقت نفسه، يُعتقد أن المثلث الذهبي، وتحديدًا ولاية شان في ميانمار، هي أكبر منطقة لإنتاج الميثامفيتامين في العالم. وتشير الدلائل المتزايدة على تكثيف نشاط تصنيع الميثامفيتامين داخل المثلث الذهبي وما حوله، وما يقابله من انخفاض في عدد مرافق الإنتاج التي تم تفكيكها في أجزاء أخرى من المنطقة، إلى أن تصنيع الميثامفيتامين في شرق وجنوب شرق آسيا قد تم دمجه الآن في المستوى الأدنى. منطقة ميكونغ. شهدت بلدان شرق وجنوب شرق آسيا بشكل جماعي زيادات مستمرة في مضبوطات الميثامفيتامين على مدى العقد الماضي، بلغ مجموعها أكثر من 171 طنا وسجلت أكثر من مليار قرص من الميثامفيتامين في عام 2021 وفقا لمكتب الأمم المتحدة المعني بالمخدرات والجريمة، أكثر من أي دولة أخرى جزء من العالم. في أبريل ومايو 2020، أبلغت سلطات ميانمار عن أكبر عملية مخدرات على الإطلاق في آسيا في ولاية شان ، بإجمالي ما يُعتقد أنه 193 مليون قرص ميثامفيتامين، ومئات الكيلوغرامات من الميثامفيتامين البلوري بالإضافة إلى بعض الهيروين، وأكثر من 162 ألف لتر و35.5 طن. من سلائف المخدرات بالإضافة إلى معدات الإنتاج المتطورة والعديد من مرافق التدريج والتخزين.
حاولت كل من الصين والهند تعزيز العلاقات مع الحكومة لتحقيق فائدة اقتصادية في أوائل عام 2010. فرضت العديد من الدول الغربية، بما في ذلك الولايات المتحدة وكندا والاتحاد الأوروبي، تاريخيًا عقوبات استثمارية وتجارية على ميانمار. خففت الولايات المتحدة والاتحاد الأوروبي معظم عقوباتهما في عام 2012. وفي الفترة من مايو/أيار 2012 إلى فبراير/شباط 2013، بدأت الولايات المتحدة في رفع عقوباتها الاقتصادية عن ميانمار "رداً على الإصلاحات التاريخية التي تجري في ذلك البلد". ". يأتي الاستثمار الأجنبي في المقام الأول من الصين وسنغافورة والفلبين وكوريا الجنوبية والهند وتايلاند. يمتلك الجيش حصصًا في بعض الشركات الصناعية الكبرى في البلاد (من إنتاج النفط والسلع الاستهلاكية إلى النقل والسياحة).

### التاريخ الاقتصادي

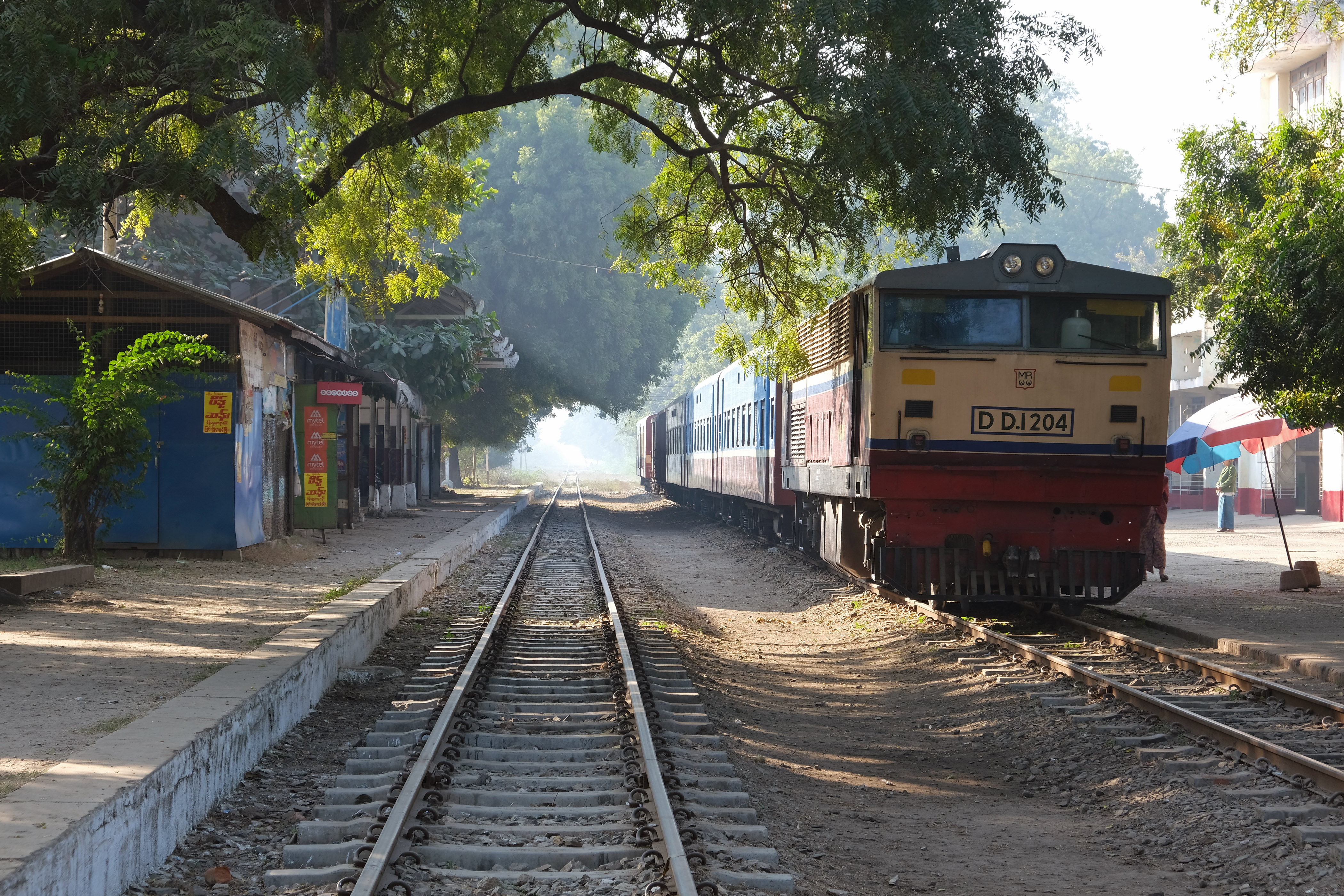
القطارات بطيئة نسبيًا في ميانمار. تستغرق رحلة السكك الحديدية من باغان إلى ماندالاي حوالي 7.5 ساعة (179 كم أو 111 ميل).

في ظل الإدارة البريطانية، كان شعب بورما في أسفل التسلسل الهرمي الاجتماعي، حيث كان الأوروبيون في القمة، والهنود والصينيين والأقليات المسيحية في الوسط، والبورميون البوذيون في القاع. خلال الاندماج بقوة في الاقتصاد العالمي، نما اقتصاد بورما من خلال إشراك نفسه في الصناعات الاستخراجية وزراعة المحاصيل النقدية. ومع ذلك، تركزت معظم الثروة في أيدي الأوروبيين. أصبحت البلاد أكبر مصدر للأرز في العالم، وخاصة إلى الأسواق الأوروبية، في حين عانت مستعمرات أخرى مثل الهند من مجاعة جماعية. ولكونهم من أتباع مبادئ السوق الحرة، فتح البريطانيون البلاد أمام الهجرة واسعة النطاق، حيث تجاوزت رانغون مدينة نيويورك باعتبارها أكبر ميناء للهجرة في العالم في عشرينيات القرن العشرين. يقول المؤرخ ثانت مينت-يو، "كان هذا من إجمالي عدد السكان البالغ 13 مليونًا فقط؛ وهو ما يعادل المملكة المتحدة اليوم التي تستقبل 2 مليون شخص سنويًا". بحلول ذلك الوقت، في معظم المدن الكبرى في بورما، رانغون، أكياب، باسين ومولمين، كان المهاجرون الهنود يشكلون أغلبية السكان. شعر البورميون تحت الحكم البريطاني بالعجز، وكان رد فعلهم "عنصريًا يجمع بين مشاعر التفوق والخوف".
استولى البريطانيون على إنتاج النفط الخام، وهي صناعة محلية في ينانغيونغ، ووضعوها تحت احتكار بورما للنفط =. بدأت بورما البريطانية بتصدير النفط الخام في عام 1853. أنتجت الشركات الأوروبية 75% من خشب الساج في العالم. ومع ذلك، تركزت الثروة بشكل رئيسي في أيدي الأوروبيين. وفي ثلاثينيات القرن العشرين، انخفض الإنتاج الزراعي بشكل كبير مع انخفاض أسعار الأرز العالمية ولم تنتعش لعدة عقود. أثناء الغزو الياباني لبورما في الحرب العالمية الثانية، اتبع البريطانيون سياسة الأرض المحروقة. لقد دمروا المباني الحكومية الرئيسية وآبار النفط والمناجم التي تم تطويرها للتنغستن ( ماوتشي) والقصدير والرصاص والفضة لحمايتها من اليابانيين. تعرضت ميانمار لقصف مكثف من قبل الحلفاء.
بعد الاستقلال، كانت البلاد في حالة خراب، حيث دمرت بنيتها التحتية الرئيسية بالكامل. ومع خسارة الهند، فقدت بورما أهميتها وحصلت على استقلالها عن البريطانيين. وبعد تشكيل حكومة برلمانية عام 1948، أصبح رئيساً للوزراء. وبينما استمر الاقتصاد في النمو بمعدل أبطأ، تجنبت البلاد نموذج التنمية الموجه غربيًا، وبحلول الثمانينيات، تركت وراء القوى الرأسمالية مثل سنغافورة التي اندمجت مع الاقتصادات الغربية. يو نو في سياسة التأميم وأعلن أن الدولة هي المالك لجميع الأراضي في بورما. وحاولت الحكومة تنفيذ خطة مدتها ثماني سنوات ممولة جزئيا عن طريق ضخ الأموال في الاقتصاد، لكن ذلك أدى إلى ارتفاع التضخم. أعقب انقلاب عام 1962 مخطط اقتصادي يسمى الطريق البورمي إلى الاشتراكية، وهي خطة لتأميم جميع الصناعات، باستثناء الزراعة. طلبت ميانمار قبولها كدولة من أقل البلدان نموًا في عام 1987 للحصول على إعفاء من الديون.

### السياحة

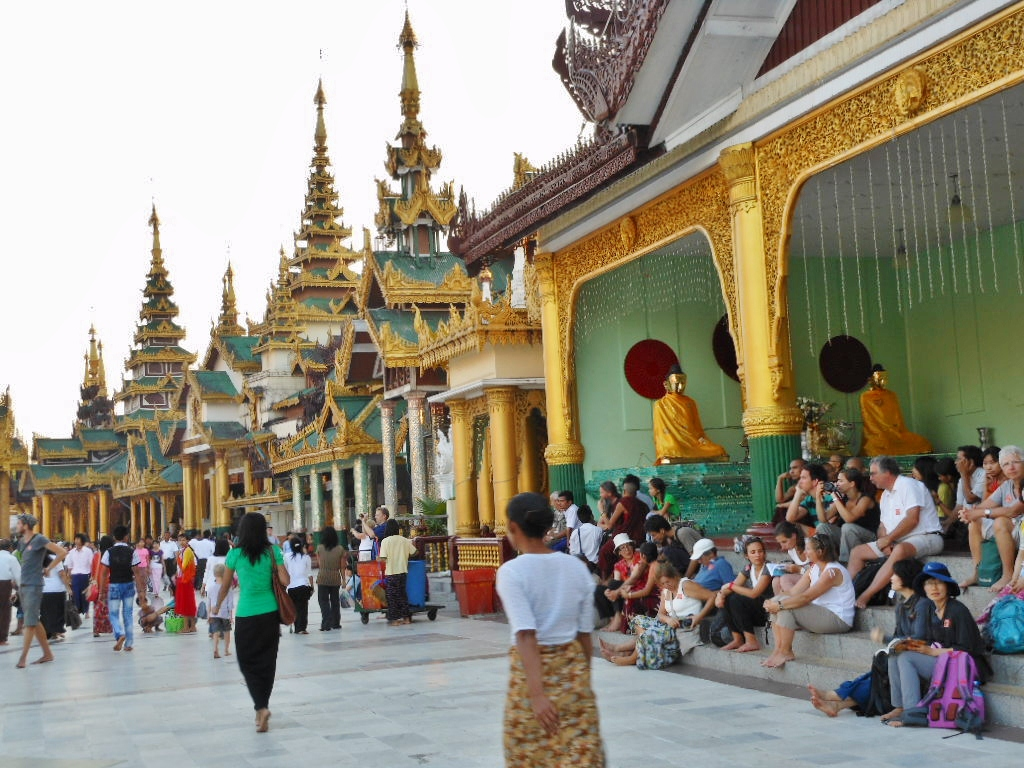
السياح في ميانمار.

وتحصل الحكومة على نسبة كبيرة من دخل الخدمات السياحية للقطاع الخاص. تشمل الوجهات السياحية الأكثر شعبية في ميانمار المدن الكبرى مثل يانغون وماندالاي؛ المواقع الدينية في ولاية مون، وبيندايا، وباجو، وهبا آن ؛ الممرات الطبيعية في بحيرة إينلي ، وكينجتونج ، وبوتاو ، وبيين أوو لوين ؛ المدن القديمة مثل باغان و مراوك يو ؛ وكذلك الشواطئ في نابولي ، نجابالي ، نجوي ساونج ، ميرغي . ومع ذلك، فإن جزءًا كبيرًا من البلاد محظور على السياح، وتخضع التفاعلات بين الأجانب وشعب ميانمار، وخاصة في المناطق الحدودية، لتدقيق الشرطة. ولا يجوز لهم مناقشة السياسة مع الأجانب، تحت طائلة عقوبة السجن، وفي عام 2001، أصدر مجلس ترويج السياحة في ميانمار أمرًا للمسؤولين المحليين بحماية السياح والحد من "الاتصال غير الضروري" بين الأجانب والشعب البورمي العادي.
الطريقة الأكثر شيوعًا لدخول المسافرين إلى البلاد هي عن طريق الجو. بحسب موقع لونلي بلانيت، فإن الدخول إلى ميانمار يمثل مشكلة: "لا توجد خدمة حافلات أو قطارات تربط ميانمار بدولة أخرى، ولا يمكنك السفر بالسيارة أو الدراجة النارية عبر الحدود - يجب عليك المشي عبرها". ويذكرون كذلك أنه "ليس من الممكن للأجانب الذهاب من/إلى ميانمار عن طريق البحر أو النهر". هناك عدد قليل من المعابر الحدودية التي تسمح بمرور المركبات الخاصة، مثل الحدود بين رويلي (الصين) إلى مو سي ، والحدود بين هتي كي (ميانمار) وفو نام رون (تايلاند) – وهي الحدود الأكثر مباشرة. الحدود بين داوي وكانشانابوري ، والحدود بين مياوادي ومايماي سوت ، تايلاند. وقد نجحت شركة سياحية واحدة على الأقل في تشغيل طرق برية تجارية عبر هذه الحدود منذ عام 2013.
تتوفر الرحلات الجوية من معظم البلدان، على الرغم من أن الرحلات الجوية المباشرة تقتصر بشكل أساسي على الخطوط الجوية التايلاندية وغيرها من شركات طيران رابطة أمم جنوب شرق آسيا . ووفقا لمجلة اليفن، "في الماضي، لم يكن هناك سوى 15 شركة طيران دولية وبدأت أعداد متزايدة من شركات الطيران في إطلاق رحلات مباشرة من اليابان وقطر وتايوان وكوريا الجنوبية وألمانيا وسنغافورة".

### الزراعة والغابات وصيد الأسماك

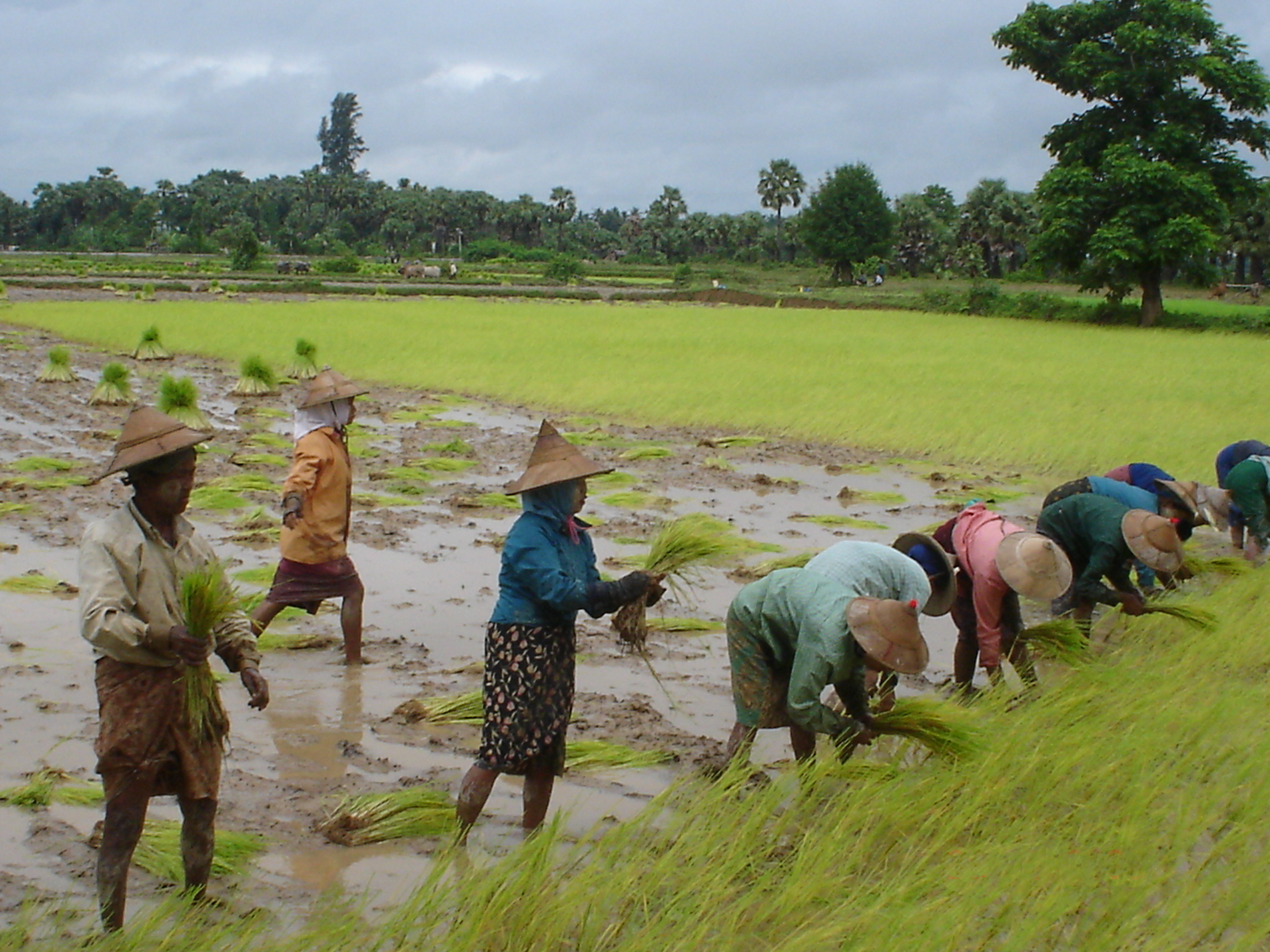
تعتبر زراعة الأرز من أهم صادرات بورما.

بورما بلد زراعي يعيش ثلاثة أرباع أهلها على الزراعة ويعمل بالزراعة 43% من القوة العاملة، أبرز حاصلاتها الأرز وهو الغذاء الأساسي لمعظم سكانها، الذي يغطي حوالي 60٪ من إجمالي مساحة الأراضي المزروعة في البلاد. يمثل الأرز 97% من إجمالي إنتاج الحبوب الغذائية من حيث الوزن. من خلال التعاون مع المعهد الدولي لبحوث الأرز تم إطلاق 52 صنفًا حديثًا من الأرز في البلاد بين عامي 1966 و1997، مما ساعد على زيادة إنتاج الأرز الوطني إلى 14 مليون طن في عام 1987 وإلى 19 مليون طن في عام 1996. في عام 2008، قُدر إنتاج الأرز بنحو 50 مليون طن. ويفيض عن حاجتها وتصدر منه كميات كبيرة وتحتل المكانة الرابعة في تصدير الأرز بين دول العالم إلى جانبه يزرع الذرة والبذور الزيتية، ثم المطاط وقصب السكر والشاي. كما تزرع الخضروات والفاكهة والفول السوداني والسمسم والقمح والدخن والتبغ والجوت والقطن. وتغطي الغابات نحو نصف مساحة بورما وتشمل منها 80% من خشب شجرة التيك من الإنتاج العالمي. ويتم صيد الأسماك والصدفيات في أنهار بورما والمياه الساحلية، كما ويربّي الكثير من البورميين الأسماك في أحواض في القرى. وبحلول عام 1988، تمت زراعة الأصناف الحديثة على النصف من أراضي الأرز في البلاد، بما في ذلك 98 في المائة من المناطق المروية.

### الصناعات الاستخراجية
تنتج ميانمار الأحجار الكريمة مثل الياقوت والصفير واللؤلؤ واليشم. الياقوت هو أكبر مصدر للدخل. 90% من الياقوت في العالم يأتي من البلاد، التي تُقدر أحجارها الحمراء بنقائها ولونها. تشتري تايلاند غالبية الأحجار الكريمة في البلاد. "وادي الياقوت" في ميانمار، منطقة موغوك الجبلية، على بعد 200 كيلومتر (120 ميل) شمال ماندالاي ، تشتهر بأحجار دم الحمام النادرة والياقوت الأزرق.
وترفض العديد من شركات المجوهرات الأمريكية والأوروبية، بما في ذلك بولغاري وتيفاني وكارتييه، استيراد هذه الأحجار بناء على تقارير عن ظروف العمل المؤسفة في المناجم. وقد شجعت هيومن رايتس ووتش على فرض حظر كامل على شراء الأحجار الكريمة البورمية بناء على هذه التقارير ولأن جميع الأرباح تقريبا تذهب إلى المجلس العسكري الحاكم، حيث أن غالبية أنشطة التعدين في البلاد تديرها الحكومة. تسيطر حكومة ميانمار على تجارة الأحجار الكريمة عن طريق الملكية المباشرة أو عن طريق المشاريع المشتركة مع أصحاب المناجم من القطاع الخاص.
وتعد العناصر الأرضية النادرة أيضًا من الصادرات المهمة، حيث توفر ميانمار حوالي 10% من العناصر الأرضية النادرة في العالم. هدد الصراع في ولاية كاشين عمليات مناجمها اعتبارًا من فبراير 2021.
وتشمل الصناعات الأخرى السلع الزراعية والمنسوجات والمنتجات الخشبية ومواد البناء والأحجار الكريمة والمعادن والنفط والغاز الطبيعي. حددت جمعية الهندسة الميانمارية ما لا يقل عن 39 موقعًا قادرًا على إنتاج الطاقة الحرارية الأرضية، وتقع بعض هذه الخزانات الحرارية المائية بالقرب من يانغون التي تعد موردًا كبيرًا غير مستغل لإنتاج الكهرباء.
يستوعب التعدين حوالي 1% من العمالة البورمية. ولدى بورما ثروة من المعادن تشمل الزنك والرصاص والصفيح والتنجستين والفضة واليشب وبعض الأحجار الكريمة مثل الياقوت والصفير وكذلك الغاز الطبيعي والأنتيمون والبترول. وتشغل الغابات مساحة واسعة تزيد على نصف البلاد ولهذا يعتبر الخشب الجيد من أهم صادراتها. غير أن جزء كبير من الثروة لا يتم استغلاله بشكل كاف.

### اللغات

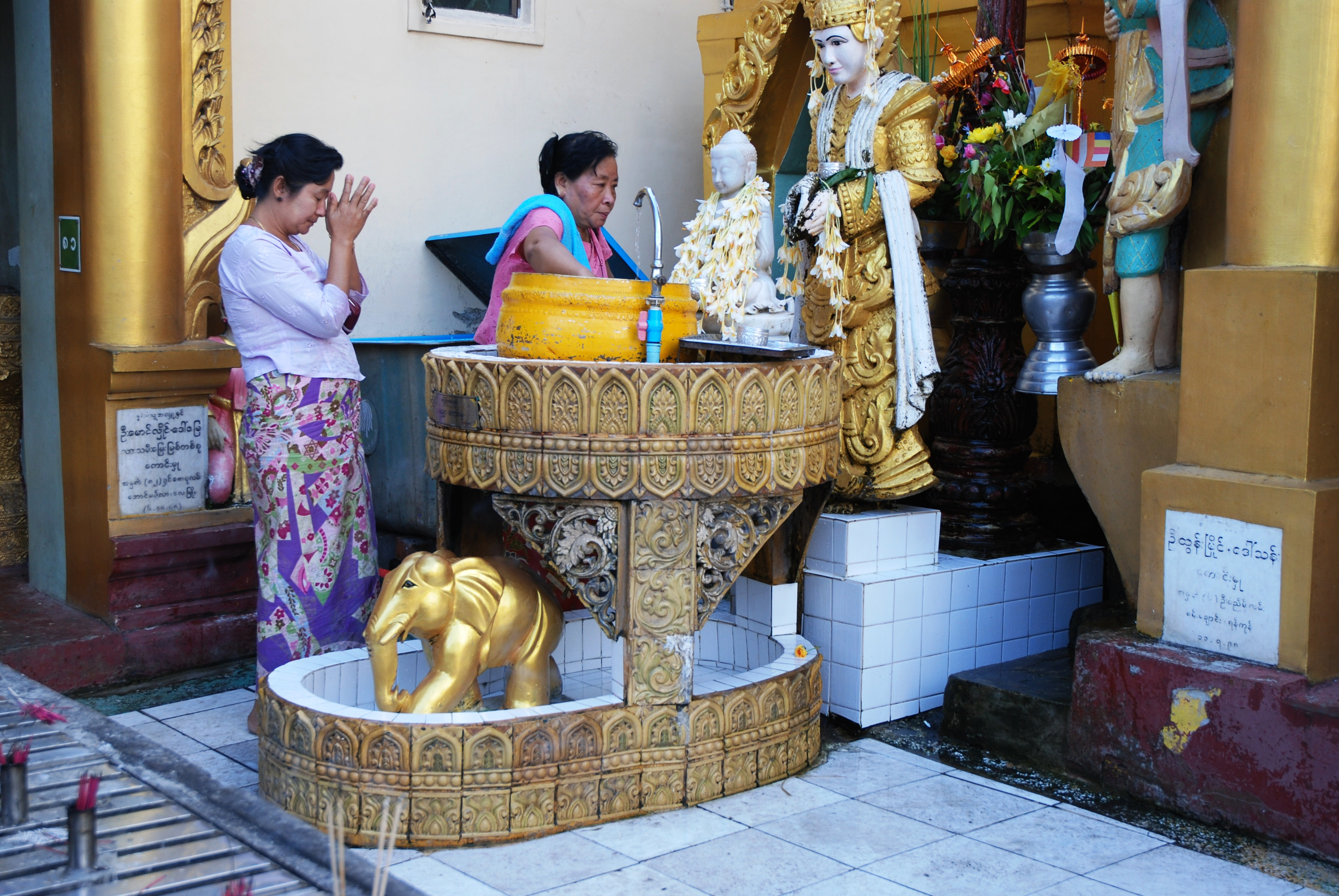
بوذيون يصلون.

### المطبخ

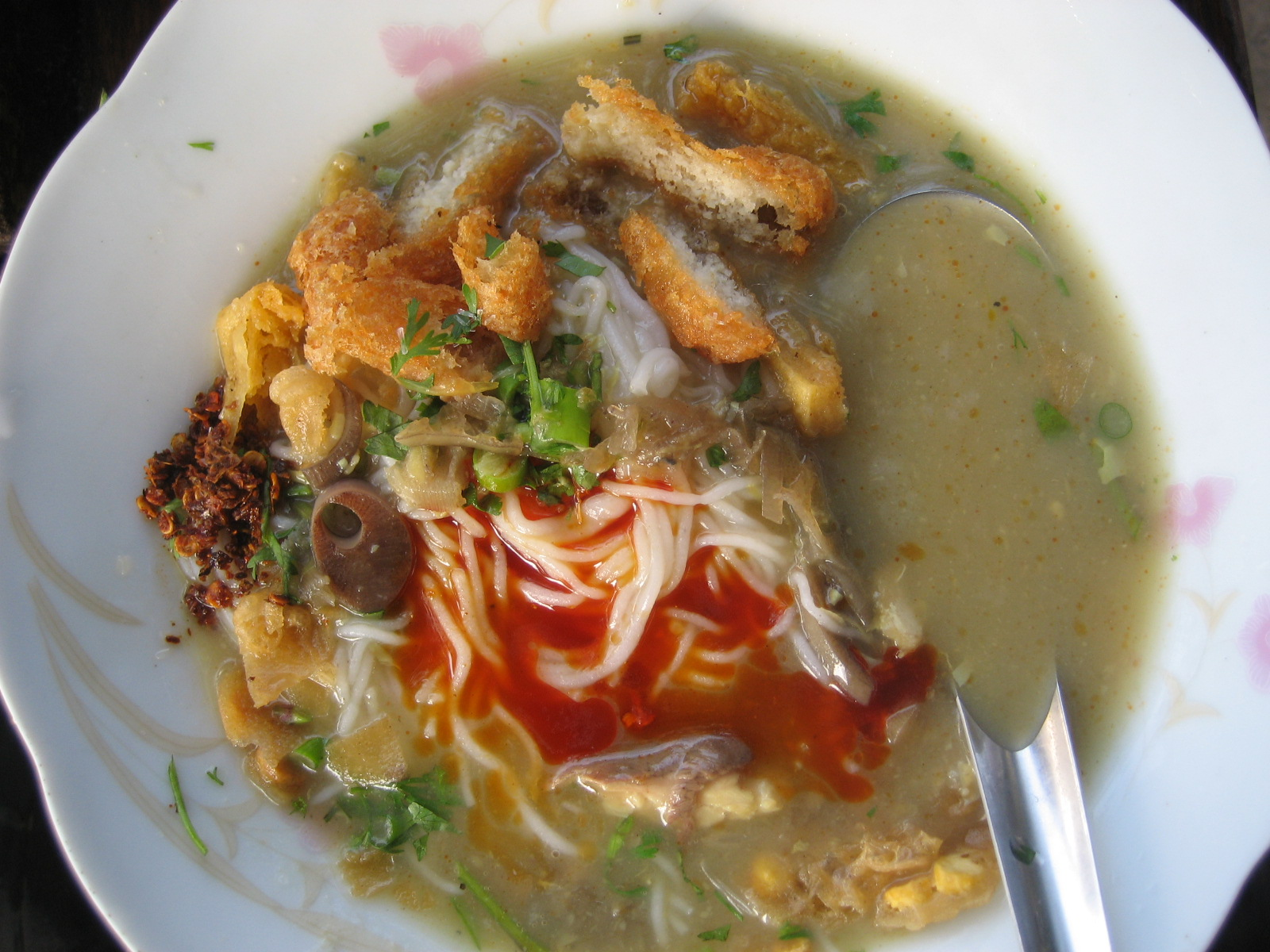
الموهينغا هي أكلة شعبية في بورما.

## خرائط بورما

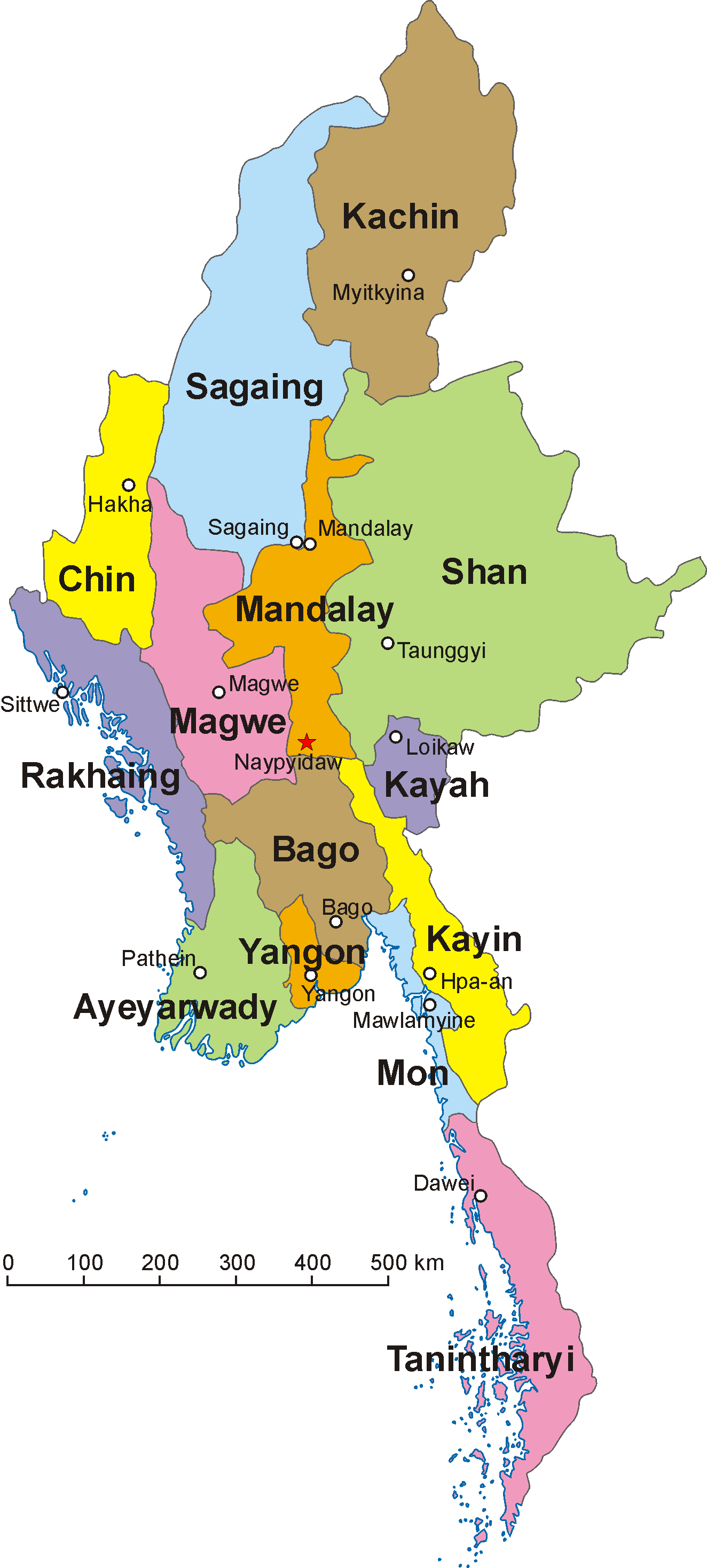
التقسيمات الإدارية لبورما
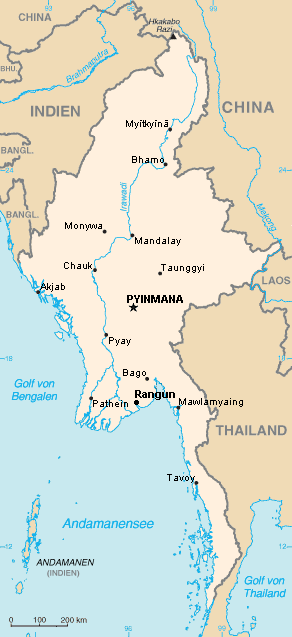
مدن بورما
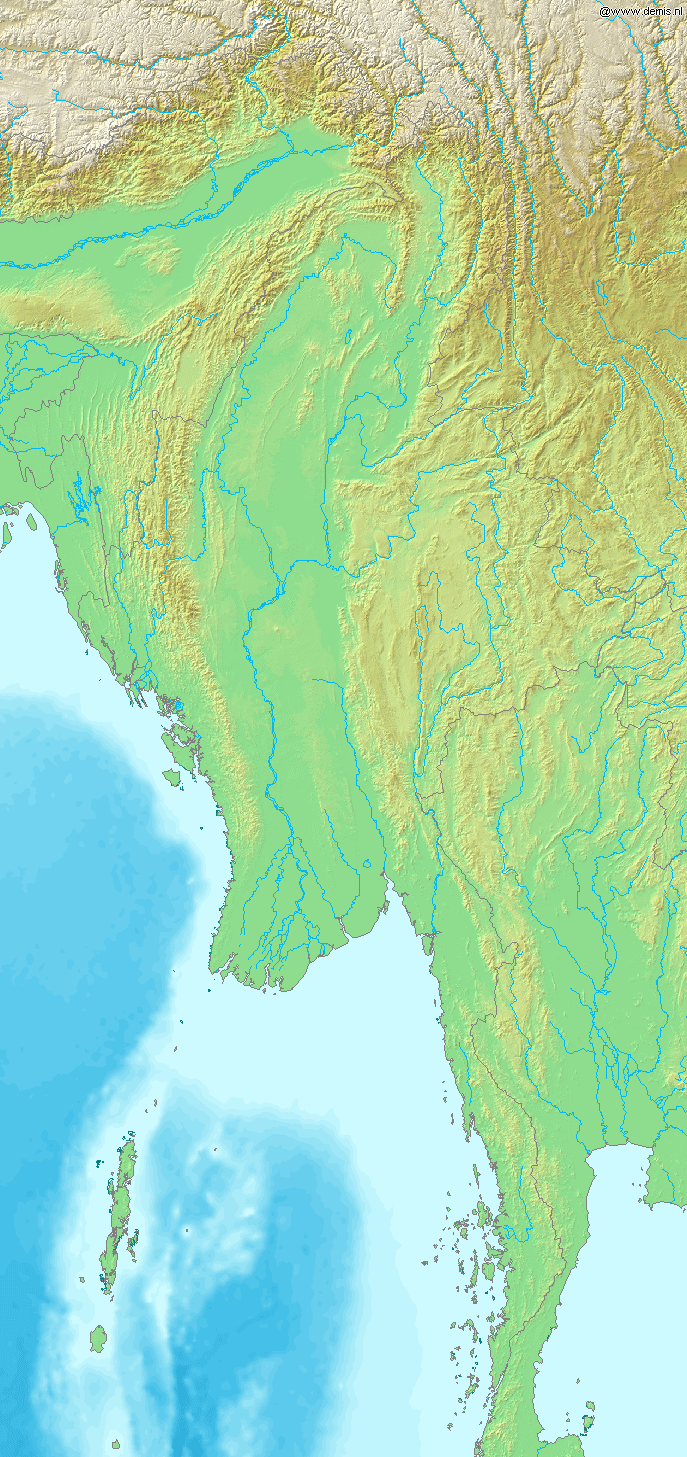
حوض نهر ايروادي

## صور من بورما

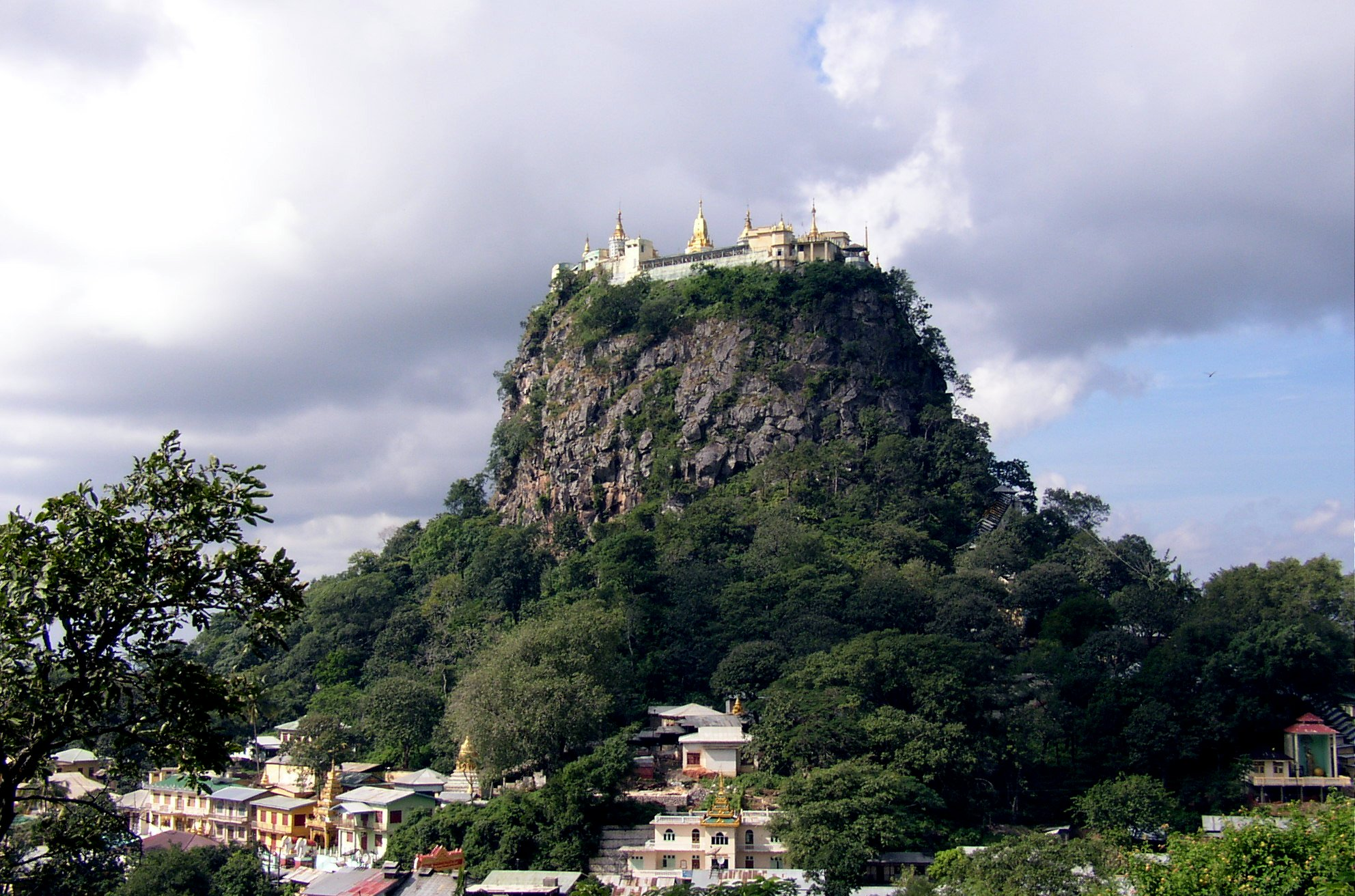
دير بوذية
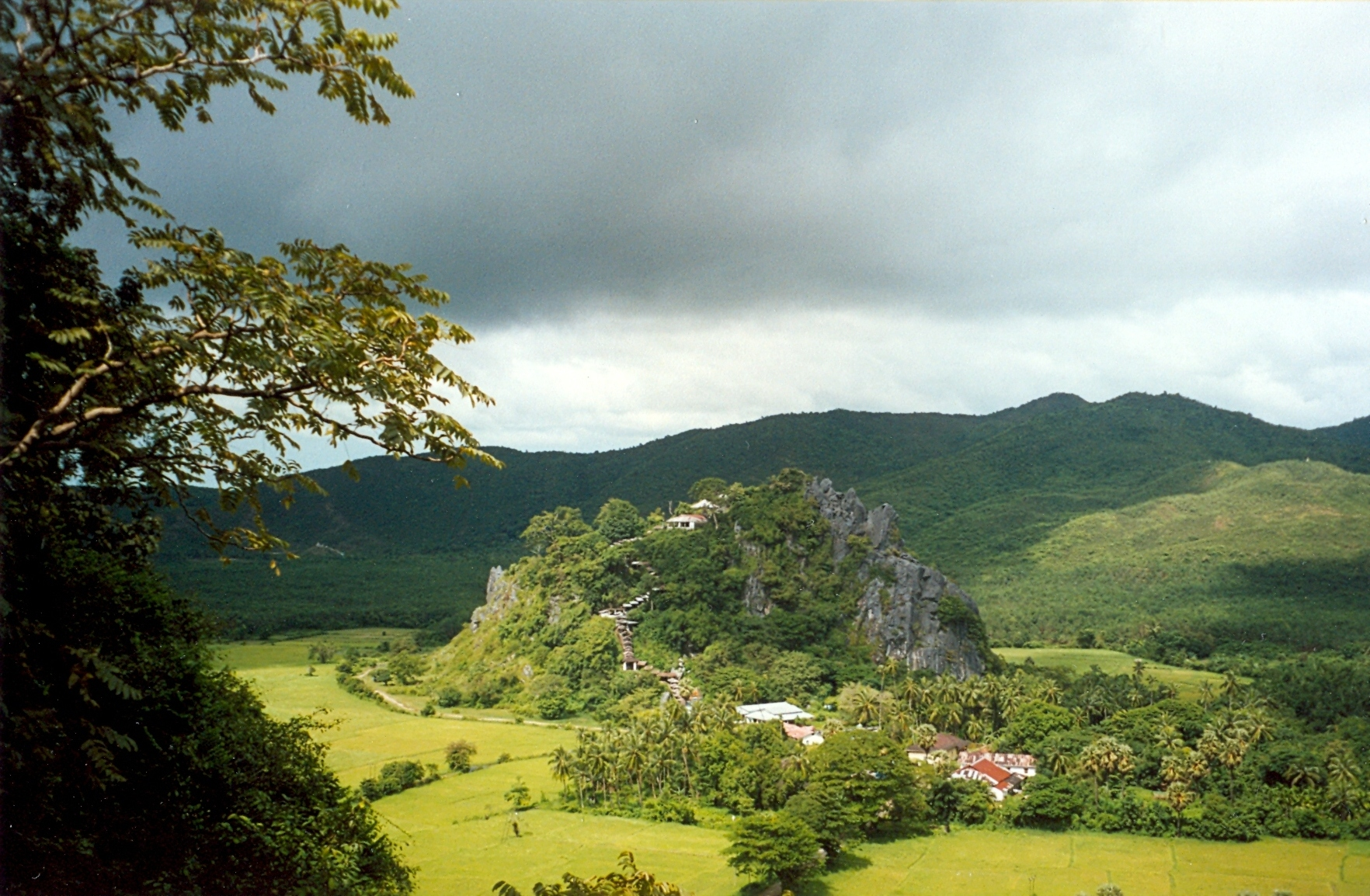
من المناظر الطبيعية في ولاية مون
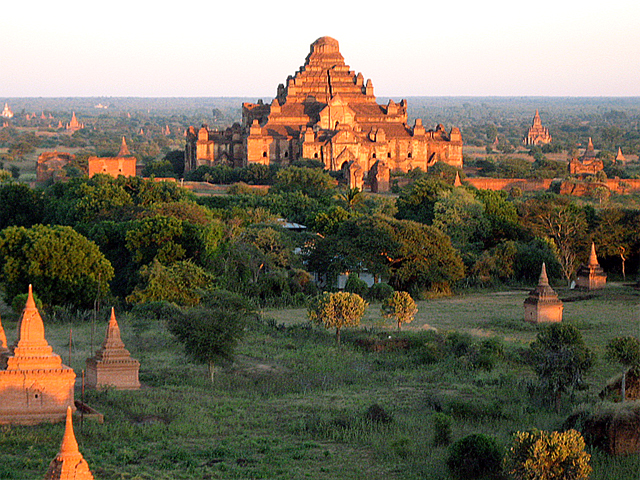
مثال على الهياكل والمعابد في بورما
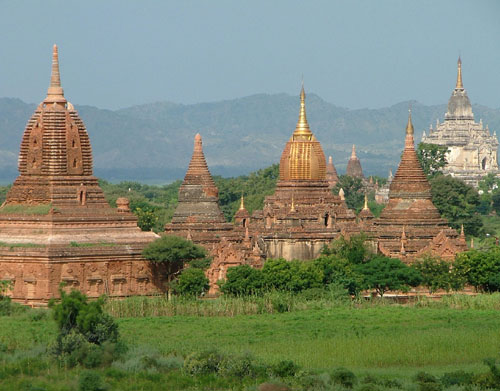
معبد في باغان